# ۱۰۰ نقاشی بزرگ

بوتیچلی: زایش ونوس

۱۰۰ نقاشی بزرگ (به انگلیسی: 100 Great Paintings) یک مجموعه تلویزیونی بریتانیایی است که در سال ۱۹۸۰ از شبکه بی‌بی‌سی دو پخش شد و توسط ادوین مولینز طراحی شد. او ۲۰ گروه موضوعی مانند جنگ، ستایش، زبان رنگ، شکار و حمام را انتخاب کرد و از هر کدام پنج نقاشی را انتخاب کرد. این انتخاب از چین قرن دوازدهم تا دهه ۱۹۵۰ با تأکید بر نقاشی‌های اروپایی است. او عمداً از نقاشی‌های مخصوصاً معروف مانند مونالیزای لئوناردو داوینچی یا گاری علوفه اثر جان کانستبل اجتناب کرد. این مجموعه به صورت ویدیوهای VHS و DVD در دسترس است.
بر اساس این مجموعه، مولینز کتاب (نقاشی‌های بزرگ: پنجاه اثر برگزیده، بررسی شده، توضیح داده شده و ارزیابی شده) (به انگلیسی: Great Paintings: Fifty Masterpieces, Explored, Explained and Appreciated) را در سال ۱۹۸۱ منتشر کرد، که حاوی حدود نیمی از گروه‌های موضوعی بود. در سال ۱۹۸۵ جلد دوم فقط در آلمان منتشر شد که در مورد ۵۰ تابلوی نقاشی باقی‌مانده بحث می‌کرد.
از سال ۱۹۸۰ تا ۱۹۹۴، پخش کننده آلمان غربی WDR یک مجموعه تلویزیونی به نام 1000 Meisterwerke (به آلمانی: 100 Meisterwerke aus den großen Museen der Welt)("۱۰۰ شاهکار از موزه‌های بزرگ جهان") تولید کرد که توسط ARD , ORF و BR پخش می‌شد. در هر یک از پخش‌های ۱۰ دقیقه ای، یک تابلو توسط یک مورخ هنر ارائه و تحلیل شد. پخش‌های عصر یکشنبه پنج میلیون بیننده داشت.

## گزیده‌ای از آثار ارائه شده
در زیر لیست کاملی از ۱۰۰ نقاشی بزرگ آورده شده است.
1. یوزف آلبرس: احترام به مربع: در برابر آبی عمیق (۱۹۹۵)[۷]
2. آلبرشت آلتدورفر: نبرد اسکندر در ایسوس (۱۵۲۸–۱۵۲۹)[۸]
3. جوزپه آرچیمبولدو: چهار عنصر (Arcimboldo) (۱۵۶۶)
4. هندریک آورکامپ: صحنه زمستانی در یک کانال (حدود سال ۱۶۳۰)[۹]
5. فرانسیس بیکن: سه مطالعه برای فیگورهای پایه یک صلیب (۱۹۴۴)[۱۰]
6. هانس بالدونگ: مرگ و دوشیزه (۱۵۱۷)[۱۱]
7. جاکومو بالا: انتزاعی سرعت + صدا (۱۹۱۳–۱۹۱۴)[۱۲]
8. گئورگ بازلیتز: تمثیل هنر
9. گئورگ بازلیتز: دوستان بزرگ (۱۹۶۵)[۱۳]
10. ماکس بکمان: بازیگران - سه‌گانه (۱۹۴۱–۱۹۴۲)[۷]
11. جووانی بلینی: دعای مسیح در باغ جتسیمانی (حدود سال ۱۴۶۵)[۱۴]
12. فریتس ون دن برگه: یکشنبه (۱۹۲۴)
13. اومبرتو بوچونی: خداحافظی‌ها (۱۹۱۱)[۱۵]
14. آرنولد بوکلین: بیداری بهاری (۱۸۸۰)[۱۶]
15. پیر بونار: برهنه در مقابل نور (۱۹۰۸)[۱۷]
16. هیرونیموس بوش: باغ لذت‌های دنیوی (حدود سال ۱۵۰۰)[۱۴]
17. ساندرو بوتیچلی: زایش ونوس (۱۴۷۸–۱۴۸۷)[۱۸]
18. فرانسوا بوشه: اودالیسک بلوند یا دختر در حال استراحت (۱۷۵۱)[۱۹]
19. ژرژ براک: نوازنده زن (۱۹۱۷–۱۹۱۸)[۲۰]
20. پیتر بروگل مهتر: چشم‌انداز با خزان ایکاروس (حدود سال ۱۵۵۰)[۲۱]
21. پیتر بروگل مهتر: پیروزی مرگ
22. پیتر بروگل مهتر: شکارچیان در برف (بازگشت شکارچیان) (۱۵۶۵)[۲۲]
23. گوستاو کایبوت: پاریس، یک روز بارانی (۱۸۷۷)[۲۳]
24. کانالتو: بازگشت بوسینتورو به مولو در روز عروج (۱۷۳۴)[۲۴]
25. کاراواجو: شام در اماوس (۱۵۹۶–۱۵۹۸)[۱۷]
26. کاراواجو: نوازنده عود (حدود سال ۱۹۶۵)
27. ویتره کارپاتچو: معجزه یادگار صلیب در پونته دی ریالتو (۱۴۹۴)[۲۵]
28. آنیباله کاراچی: چشم‌انداز رودخانه (حدود سال ۱۵۹۵)[۲۰]
29. مری کسات: شستشوی کودک (c. 1891)[۲۳]
30. پل سزان: کوه سنت-ویکتور (۱۸۹۷)[۲۶]
31. پل سزان: تن‌شویان بزرگ (حدود سال ۱۹۰۰)[۲۷]
32. مارک شاگال: من و دهکده (۱۹۱۱)[۲۱]
33. ژان باتیست سیمون شاردن: خانم مدرسه ای جوان (قبل از ۱۷۴۰)[۲۸]
34. چین: هوای صاف در دره (قرن دوازدهم)[۹]
35. جان کانستبل: کلیسای جامع سالزبری از محوطه اسقف (۱۸۲۳)[۲۱]
36. لویس کرینت: سلف پرتره در مقابل سه‌پایه (۱۹۱۴)[۲۹][۳۰]
37. آنتونیو دا کورجو: لدا و قو (کورگیو)(c. 1530)[۳۱]
38. گوستاو کوربه: صرف ناشتایی در شکارگاه (۱۸۵۸)[۲۲]
39. لوکاس کراناخ پدر: آدم و حوا (کراناخ) (۱۵۳۱)[۳۲][۳۳]
40. سالوادور دالی: زرافه شعله‌ور (۱۹۳۶)[۱۱]
41. اونوره دومیه: Ecce Homo (حدود سال‌های ۱۸۴۹–۱۸۵۲)[۲۵]
42. ژاک-لویی داوید: تبرداران برای بروتوس جسد پسرانش را می‌آورند (۱۷۸۹)[۱۰]
43. ادگار دگا: زن در وان (۱۸۸۶)[۲۷]
44. اوژن دولاکروا: کشتار در خیوس (۱۸۲۴)[۸]
45. روبر دولونه: برج ایفل، قهرمانان ماه مارس (۱۹۱۱)[۲۳]
46. سونیا دولونه: منشورهای الکتریکی(۱۹۱۴)[۳۴]
47. نیکلاس مانوئل داچ: پیراموس و اینبه (پس از ۱۵۲۳)[۱۱]
48. اتو دیکس: فلاندرز (۱۹۳۴–۱۹۳۶)[۳۵][۳۶]
49. ژان دوبوفه: کشور مرفه (۱۹۴۴)[۳۴]
50. دوچو: مسیح یک مرد کور را شفا می‌دهد (۱۳۰۸–۱۳۱۰)[۳۷]
51. مارسل دوشان: جوان غمگین در قطار (1911)[۱۲]
52. آلبرشت دورر: تصویر یک زن جوان ونیزی (۱۵۰۵)
53. آلبرشت دورر: خودنگاره (1498)[۳۸]
54. آنتونی ون دایک: سامسون و دلیله (حدود ۱۶۲۸–۱۶۳۰)[۳۹]
55. توماس ایکینز: ماکس اشمیت در قایق تک‌نفره (1871)[۹]
56. جیمز انسور: خودنگاره با ماسک‌ها (1899)[۳۸]
57. ماکس ارنست: آرایش عروس (1939)[۳۱]
58. یان ون آیک: مادونای صدراعظم رولن (1434)[۱۸]
59. لیونل فاینینگر: ابر پرنده (1926)[۷]
60. لوچو فونتانا: مفهوم فضایی (1957)[۱۳]
61. پیرو دلا فرانچسکا: رستاخیز مسیح (حدود ۱۴۶۰)[۱۸]
62. پیرو دلا فرانچسکا: تولد مسیح (حدود ۱۴۸۰)[۲۰]
63. هلن فرانکنتالر: کوه‌ها و دریا (1952)[۴۰]
64. کاسپار داوید فریدریش: دریای یخ (۱۸۲۲–۱۸۲۴)[۴۱][۴۲]
65. هنری فوزلی: تیتانیا در حال نوازش باتم با سر خر (1793)[۱۶]
66. توماس گینزبورو: آقا و خانم اندروز (۱۷۴۸–۱۷۴۹)[۳۱]
67. پل گوگن: ماهانا نو آتوا (روز خدا) (۱۸۹۴)[۴۳]
68. تئودور ژریکو: کلک مدوسا (۱۸۱۹)[۴۴]
69. آلبرتو جاکومتی: پرتره ژان ژنه (۱۹۵۵)[۳۴]
70. جورجونه: ونوس خفته (۱۵۰۸)[۱۹]
71. جورجونه یا تیسین: کنسرت روستایی (حدود ۱۵۱۰)[۲۰]
72. جوتو: سوگواری مسیح (حدود ۱۳۰۴–۱۳۰۶)[۱۰]
73. هوگو فان در گوس: پرستش پادشاهان (حدود ۱۴۷۰)[۳۲][۳۳]
74. ونسان ون گوگ: خودنگاره (۱۸۸۹)[۳۸]
75. ونسان ون گوگ: تراس کافه در شب (۱۸۸۸)[۴۵]
76. آرشیل گورکی: یک سال علف هرز (۱۹۴۴)[۴۰]
77. فرانسیسکو گویا: غول (انتساب نامشخص)
78. فرانسیسکو گویا: مایای برهنه (حدود ۱۸۰۰)[۱۹]
79. فرانسیسکو گویا: صحنه کارناوال (۱۷۹۳)[۲۴]
80. بنوتتسو گوتسولی: راهپیمایی مغان (حدود ۱۴۶۰)[۲۴]
81. گوتهارد گراوبنر: پوست سیاه (۱۹۶۹)[۱۳]
82. ال گرکو: تدفین کنت اورگاس (۱۵۸۶)[۱۰]
83. ال گرکو: نمای تولدو (۱۶۰۰–۱۶۱۰)[۴۵]
84. خوان گریس: میز صبحانه (۱۹۱۵)[۳۴]
85. جورج گروس: بدون عنوان (۱۹۲۰)[۴۶][۴۷]
86. ماتیاس گرونوالد: مصلوب شدن از محراب ایزنهایم (۱۵۱۵)[۱۰]
87. اریش هکل: زن در حال بهبودی (۱۹۱۲–۱۹۱۳)[۷]
88. هانا هوخ: برش با چاقوی آشپزخانه (۱۹۱۹–۱۹۲۰)[۳۵][۳۶]
89. فردیناند هودلر: جوانی تحسین شده توسط زن (۱۹۰۳)[۱۶]
90. هانس هولباین جوان: پرتره خانواده هنرمند (۱۵۲۸)[۱۱]
91. وینسلو هومر: شکار روباه (۱۸۹۳)[۲۲]
92. ادوارد هاپر: شب‌گردها (۱۹۴۲)[۲۳]
93. ویلیام هولمن هانت: چوپان اجیر شده (۱۸۵۱)[۲۱]
94. ژان اوگوست دومینیک انگر: حمام ترکی (۱۸۶۲)[۲۷]
95. یوهانس ایتن: برخورد (۱۹۱۶)[۱۶]
96. خرتخن توت سینت یانس: یحیی تعمیددهنده در بیابان (حدود ۱۴۸۵–۱۴۹۰)[۳۲][۳۳]
97. آلکسی فون یاولنسکی: مدیتیشن (۱۹۱۸)[۴۸][۴۹]
98. جسپر جانز: پرچم (۱۹۵۴–۱۹۵۵)[۱۵]
99. واسیلی کاندینسکی: بداهه‌نوازی ۶ (۱۹۱۰)[۴۳]
100. مکتب کانگرا: رادها و کریشنا در باغ (حدود ۱۷۸۰)[۳۱]
101. ویلهلم فون کاولباخ: تیتوس در حال ویران کردن اورشلیم (۱۸۴۶)[۲۹][۳۰]
102. فرناند کنوپف: نوازش اسفینکس (۱۸۹۶)
103. ارنست لودویگ کیرشنر: پنج زن در خیابان (۱۹۱۳)[۵۰][۵۱]
104. کنراد کلافک: جنگ (۱۹۶۵)[۴۶][۴۷]
105. پل کله: باغ پرندگان (۱۹۲۴)[۱۴]
106. فرانتس کلاین: سی اند او (۱۹۵۸)[۴۰]
107. ویلهلم فون کوبل: محاصره کوزل (۱۸۰۸)[۲۹][۳۰]
108. اسکار کوکوشکا: عروس باد (۱۹۱۴)[۲۶]
109. یان کوپتسکی: پرتره مینیاتوریست کارل برونی (۱۷۰۹)
110. فرنان لژه: عروسی (۱۹۱۱)[۲۴]
111. ویلهلم لایبل: سه زن در کلیسا (۱۸۷۸–۱۸۸۲)[۴۱][۴۲]
112. فرانتس فون لنباخ: فرانتس فون لنباخ با همسر و دخترانش (۱۹۰۳)[۴۸][۴۹]
113. روی لیختنشتاین: دختر با سربند (۱۹۶۵)[۴۰]
114. ماکس لیبرمان: زنان در حال تعمیر تور (۱۸۸۷–۱۸۸۹)[۴۱][۴۲]
115. ریچارد لیندنر: ملاقات (۱۹۵۳)[۱۵]
116. اشتفان لوخنر: مادونای بوته رز (حدود ۱۴۴۸)[۵۰][۵۱]
117. لورنزو لوتو: کودک عیسی خفته با مریم مقدس، سنت یوسف و سنت کاترین اسکندریه (حدود ۱۵۳۳)[۳۹]
118. موریس لوئیس: بتا-کاپا (۱۹۶۱)[۴۰]
119. آگوست ماکه: زنی با چتر در مقابل مغازه کلاه‌فروشی (۱۹۱۴)[۴۵]
120. رنه ماگریت: امپراتوری نور (۱۹۵۴)[۱۷]
121. کازیمیر مالویچ: یک انگلیسی در مسکو (۱۹۱۴)
122. ادوارد مانه: المپیا (۱۸۶۳)[۱۹]
123. آندره مانتنیا: مصلوب شدن (۱۴۵۷–۱۴۶۰)[۴۴]
124. فرانتس مارک: ببر (۱۹۱۲)[۴۸][۴۹]
125. هانس فون ماره: عصر طلایی (۱۸۷۹–۱۸۸۵)[۲۹][۳۰]
126. رجینالد مارش: فیلم بیست سنتی (۱۹۳۶)
127. مازاچو: پرداخت خراج (حدود ۱۴۲۵)[۲۵]
128. یان ماتسیس: فلورا (۱۵۵۹)[۴۱]
129. آنری ماتیس: حمام‌کننده در کنار رودخانه (۱۹۱۶–۱۹۱۷)[۲۷]
130. آنری ماتیس: برهنه آبی (۱۹۰۷)[۱۹]
131. ویلیام مک‌تاگارت: طوفان (۱۸۹۰)[۵۲]
132. هانس ممپلینگ: محراب سنت جان (پیش از ۱۴۹۴)[۳۹]
133. آدولف فون منزل: کنسرت فلوت (۱۸۵۰–۱۸۵۲)[۳۵][۳۶]
134. ژان متزینگر: دوچرخه‌سوار مسابقه‌ای (۱۹۱۴)[۱۲]
135. جان اورت میله: اوفلیا (۱۸۵۱–۱۸۵۲)[۵۳]
136. خوان میرو: داخلی هلندی ۱ (۱۹۲۸)[۱۵]
137. لاسلو موهولی-ناگی: لیس (۱۹۲۲)[۱۶]
138. کلود مونه: زنی در باغ (۱۸۶۷)[۱۴]
139. پیت موندریان: درخت سیب در شکوفه (۱۹۱۲)[۱۴]
140. ادوارد مونک: خاکستر (۱۸۹۴–۹۵)
141. ادوارد مونک: چهار دختر روی پل (۱۹۰۵)[۵۰][۵۱]
142. گابریله مونتر: خیابان روستا در زمستان (۱۹۱۱)[۴۸][۴۹]
143. بارتولومه استبان موریو: استراحت در راه فرار به مصر (حدود ۱۶۶۵)
144. لویی یا آنتوان له نن: خانواده دهقان در داخل خانه (۱۶۴۰–۱۶۴۵)[۴۴]
145. پل نش: منظره رؤیایی (۱۹۳۶–۱۹۳۸)[۵۳]
146. ارنست ویلهلم نای: گراوتسوگ (۱۹۶۰)[۱۳]
147. میخائیل نستروف: تقدیس بزرگ (۱۸۹۷–۹۸)
148. امیل نولده: سنت مریم مصری (۱۹۱۲)[۴۲]
149. جورجیا اوکیف: گل سفید کالیکو (۱۹۳۱)
150. ریچارد اولتسه: استرس روزانه (۱۹۳۴)[۴۶][۴۷]
151. ویکتور پاسمور: منظره ساحلی داخلی (۱۹۵۰)[۵۳]
152. یواخیم پاتینیر: تعمید مسیح (حدود ۱۵۱۵)[۳۹]
153. کنستان پرمکه: زوج نامزد
154. فرانسیس پیکابیا: تصویر بسیار نادر زمین (۱۹۱۵)[۱۲]
155. پابلو پیکاسو: گرنیکا (۱۹۳۷)[۸]
156. پابلو پیکاسو: زندگی (۱۹۰۳–۱۹۰۴)[۳۷]
157. جکسون پولاک: ریتم پاییزی (۱۹۵۰)[۴۳]
158. نیکولا پوسن: پرستش گوساله طلایی (۱۶۳۵)[۴۳]
159. نیکولا پوسن: ونوس خفته و کوپیدو (۱۶۳۰)[۳۱]
160. هنری ریبرن: کشیش رابرت واکر در حال اسکیت (۱۷۸۴)[۵۲]
161. رافائل: مادونای چمنزار (۱۵۰۶)[۲۸]
162. آرنولف رینر: خودنگاره روی نقاشی شده (۱۹۶۲–۱۹۶۳)[۱۳]
163. رامبراند: عروس یهودی (۱۶۶۶)[۳۷]
164. رامبراند: خودنگاره به عنوان پولس (۱۶۶۱)[۳۸]
165. اوگوست رنوار: ناهار قایق‌رانان (۱۸۸۰)[۹]
166. ایلیا رپین: پاسخ قزاق‌های زاپاروژی به سلطان محمد چهارم عثمانی (۱۸۸۰–۱۸۹۱)
167. سباستیانو ریچی: بتشبع در حمام (حدود ۱۷۲۰)[۲۷]
168. هیاسینت ریگو: پرتره لویی چهاردهم (۱۷۰۱)[۱۸]
169. هوبرت روبر: طرحی برای چیدمان گالری بزرگ لوور (۱۷۹۶)[۴۴]
170. جولیو رومانو: مریم باکره و کودک و یحیی جوان (حدود ۱۵۱۸)[۵۲]
171. مارک روتکو: قرمز، قهوه‌ای و سیاه (۱۹۵۸)[۱۷]
172. کارل روتمان: از چرخه یونانی (۱۸۳۸–۱۸۵۰)[۲۹][۳۰]
173. آنری روسو: کولی خفته (۱۸۹۷)[۲۰]
174. پیتر پل روبنس: قلعه استین با شکارچی (حدود ۱۶۳۵–۱۸۳۷)[۲۱]
175. پیتر پل روبنس: مرکوری و آرگوس (۱۶۳۸)[۲۵]
176. یاکوب ایزاکزون فان روئیسدال: جنگل بزرگ (حدود ۱۶۵۵–۱۶۶۰)[۳۹]
177. فیلیپ اتو رونگه: فرزندان هولزنبک (۱۸۰۵–۱۸۰۶)[۴۱][۴۲]
178. پیتر سنردام: داخل کلیسای بزرگ در هارلم (۱۶۴۸)[۵۲]
179. اگون شیله: مادر با دو فرزند (۱۹۱۵–۱۹۱۷)[۲۸]
180. کارل فریدریش شینکل: شهر قرون وسطایی در کنار رودخانه (۱۸۱۵)[۳۵][۳۶]
181. اسکار شلمر: گروه روی نرده‌ها ۱ (۱۹۳۱)[۴۶][۴۷]
182. کورت شویترس: مرتسبیلد ۲۵آ، صورت فلکی (۱۹۲۰)[۴۶][۴۷]
183. ژرژ سورا: یکشنبه بعد از ظهر در جزیره لا گرانده ژات (۱۸۸۴–۱۸۸۶)[۹]
184. لوکا سینیورلی: پرتره مردی مسن (حدود ۱۵۰۰)[۳۲][۳۳]
185. تاوارایا سوتاتسو: امواج ماتسوشیما (حدود ۱۶۳۰)[۲۶]
186. استنلی اسپنسر: رستاخیز، کوکهام (۱۹۲۴–۱۹۲۷)[۵۳]
187. کارل اشپیتزوگ: شاعر فقیر (۱۸۳۹)[۳۵][۳۶]
188. جورج استابس: شکار گروسونور (۱۷۶۲)[۲۲]
189. فرانتس فون اشتوک: سالومه (۱۹۰۶)[۴۸][۴۹]
190. ایو تانگی: حدود ساعت چهار در تابستان، امید (۱۹۲۹)[۳۴]
191. جووانی باتیستا تیپولو: Virtue and Nobility putting Ignorance to Flight[۱۸]
192. جاکوپو تینتورتو: باکوس، آریادن تاج‌گذاری‌شده توسط ونوس (۱۵۷۶–۱۵۷۷)[۳۷]
193. تیتیان: باکانال‌ها (۱۵۲۳–۱۵۲۶)
194. تیتیان: دیانا و کالیستو (۱۵۵۶–۱۵۵۹)[۲۲]
195. ژرژ دو لاتور: خواب سنت ژوزف (حدود ۱۶۲۸–۱۶۴۵)[۳۷]
196. ژرژ دو لاتور: پیشگو (حدود ۱۶۲۰–۱۶۲۱)[۲۵]
197. ویلیام ترنر: سوزاندن خانه‌های پارلمان (۱۸۳۴–۱۸۳۵)[۲۶]
198. ویلیام ترنر: ونیز - لا دوگانا و سانتا ماریا دلا سالوته (۱۸۴۳)[۴۵]
199. پائولو اوچلو: نبرد سن رومانو (حدود ۱۴۵۶)[۸]
200. امیلیو ودوا: تصویری از زمان - مانع (۱۹۵۱)[۱۲]
201. دیگو ولاسکز: Las Meninas (۱۶۵۶)
202. دیگو ولاسکز: شاهزاده بالتازار کارلوس (۱۵۳۵)[۲۸]
203. دیگو ولاسکز: تسلیم برِدا (۱۶۳۴)[۸]
204. یان ورمر: هنرمند در کارگاه خود (حدود ۱۶۷۰)[۴۳]
205. یان ورمر: نمای دلفت (حدود ۱۶۶۰)[۴۵]
206. پائولو ورونزه: عروسی در کانا (۱۵۶۲–۱۵۶۳)[۴۴]
207. الیزابت ویژه-لبورن: پرتره خود با دخترش (۱۷۸۹)[۳۸]
208. لئوناردو داوینچی: مریم و کودک با سنت آنا (حدود ۱۵۱۰)[۲۸]
209. ولف وُستِل: دوشیزه آمریکا (۱۹۶۸)[۵۰][۵۱]
210. اندی وارهول: تکسان، پرتره رابرت راشنبرگ (۱۹۶۳)[۵۰][۵۱]
211. آنتوان واتو: کشتی‌نشستن به مقصد کیثیر (۱۷۱۷)[۲۴]
212. روخیر فان در ویدن: محراب سنت جان (پس از ۱۴۵۰)[۳۲][۳۳]
213. جیمز مک‌نیل ویسلر: شبانه سیاه و طلایی، سقوط موشک (۱۸۷۷)[۲۶]
214. دیوید ویلکی: ویلیام بتون با همسر و دخترش (۱۸۰۴)[۵۲]
215. فریتس وینتر: ترکیب در آبی (۱۹۵۳)[۷]
216. کنراد ویتز: شوالیه‌های آبیسای، سیبکای و بنایجا آب می‌آورند برای شاه داوود (حدود ۱۴۳۵)[۱۱]
217. گرنت وود: گوتیک آمریکایی (۱۹۳۰)[۲۳]
218. جوزف رایت: آزمایشی بر روی یک پرنده در پمپ هوا (۱۷۶۷–۱۷۶۸)[۵۳]
219. اندرو وایت: دنیای کریستینا (۱۹۴۸)[۱۵]
220. فرانسیسکو دی زورباران: طبیعت بی جان با لیمو، پرتقال و گل رز (۱۶۳۳)[۱۷]

## گالری تصاویر

شکار: چوپان مزدور
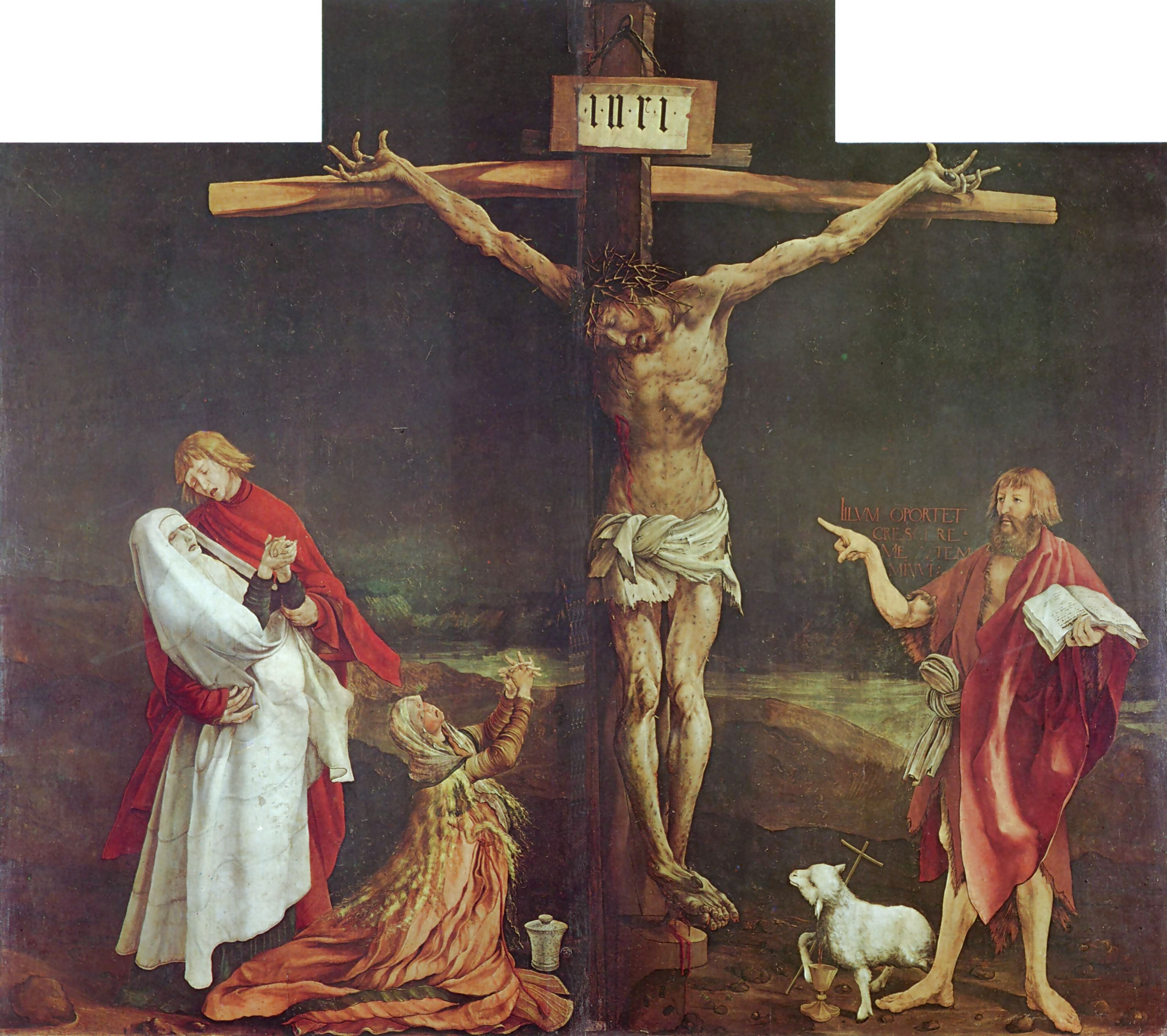
گرونوالد: مصلوب شدن از محراب ایزنهایم
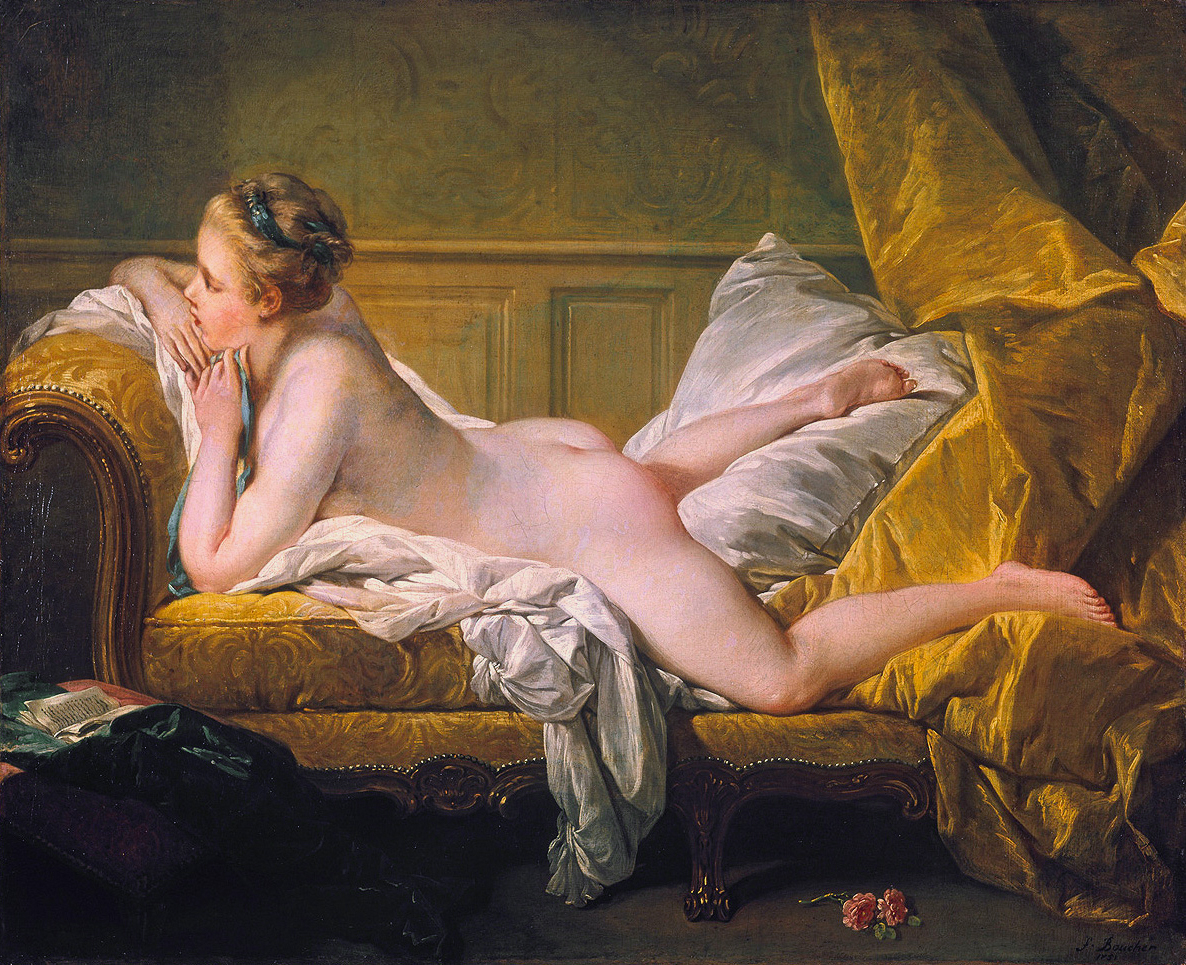
بوشه: اودالیسک بلوند یا دختر در حال استراحت
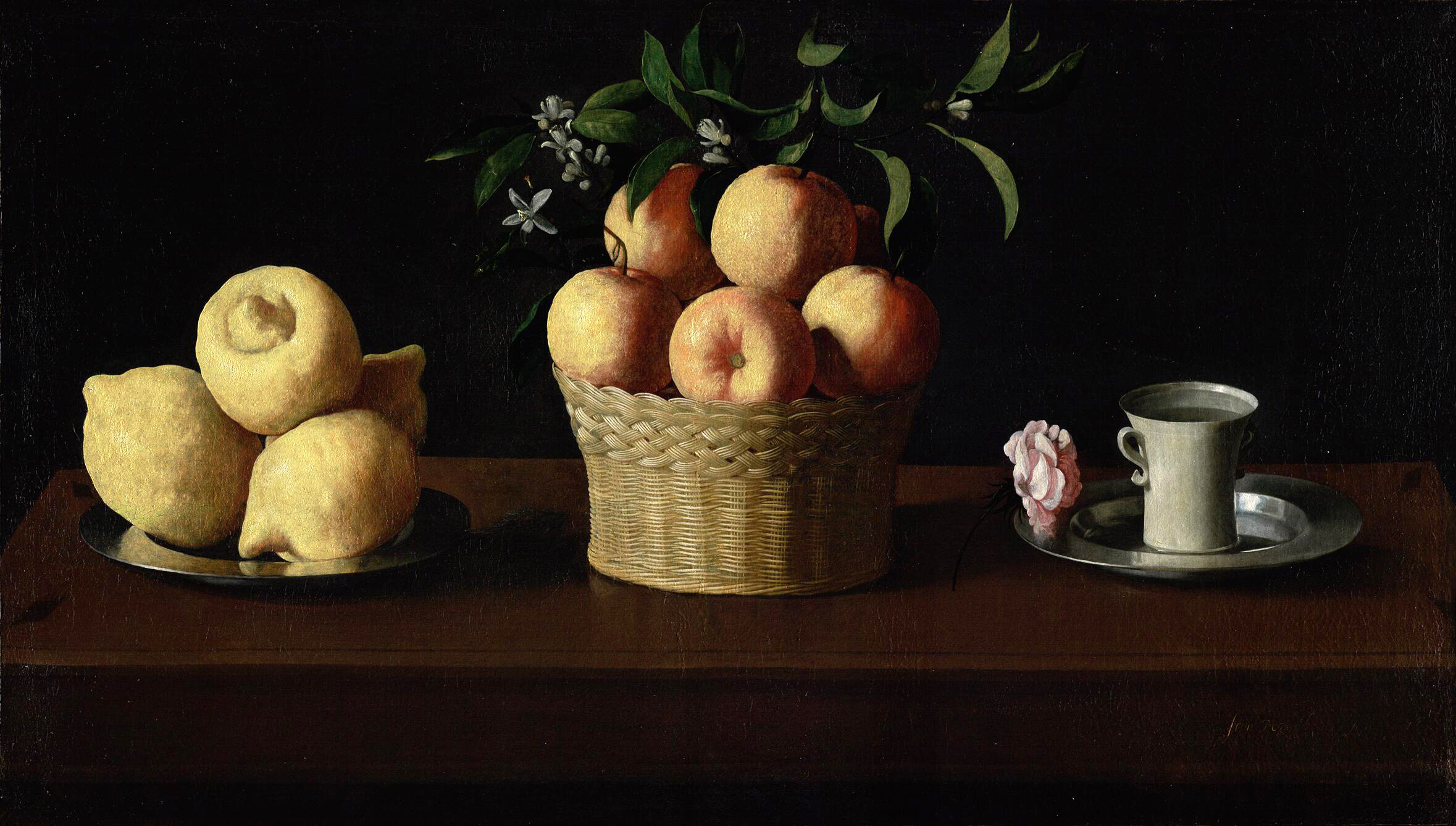
دی زورباران: طبیعت بی جان با لیمو، پرتقال و گل رز
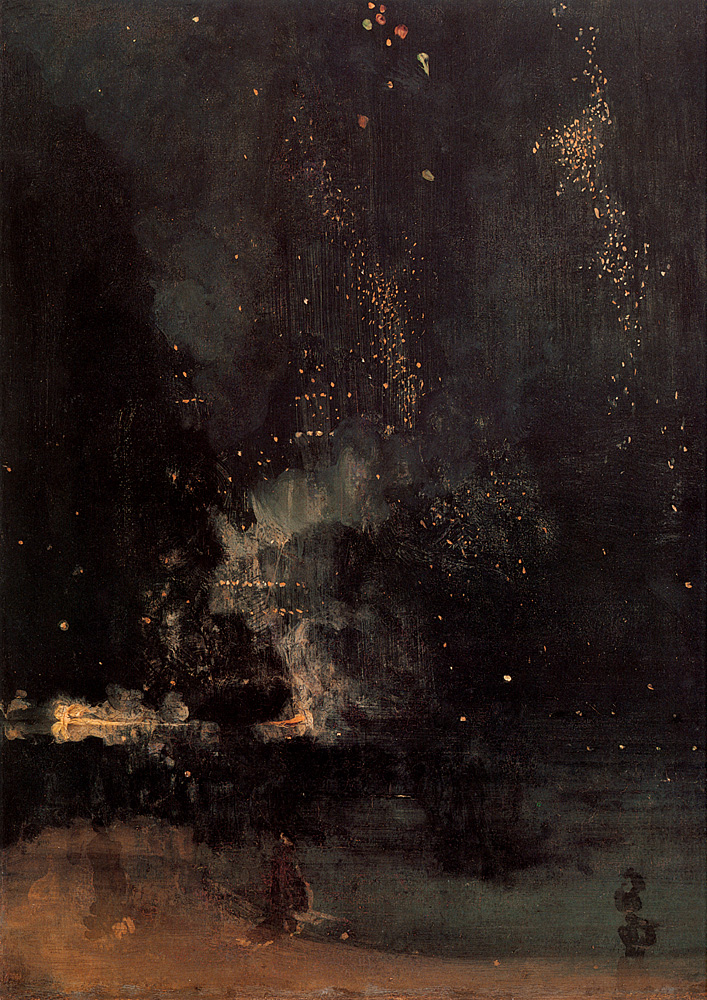
ویسلر: شبانه سیاه و طلایی، سقوط موشک
واتو: زیارت سیترا
لئوناردو داوینچی: باکره و کودک با سنت آنا
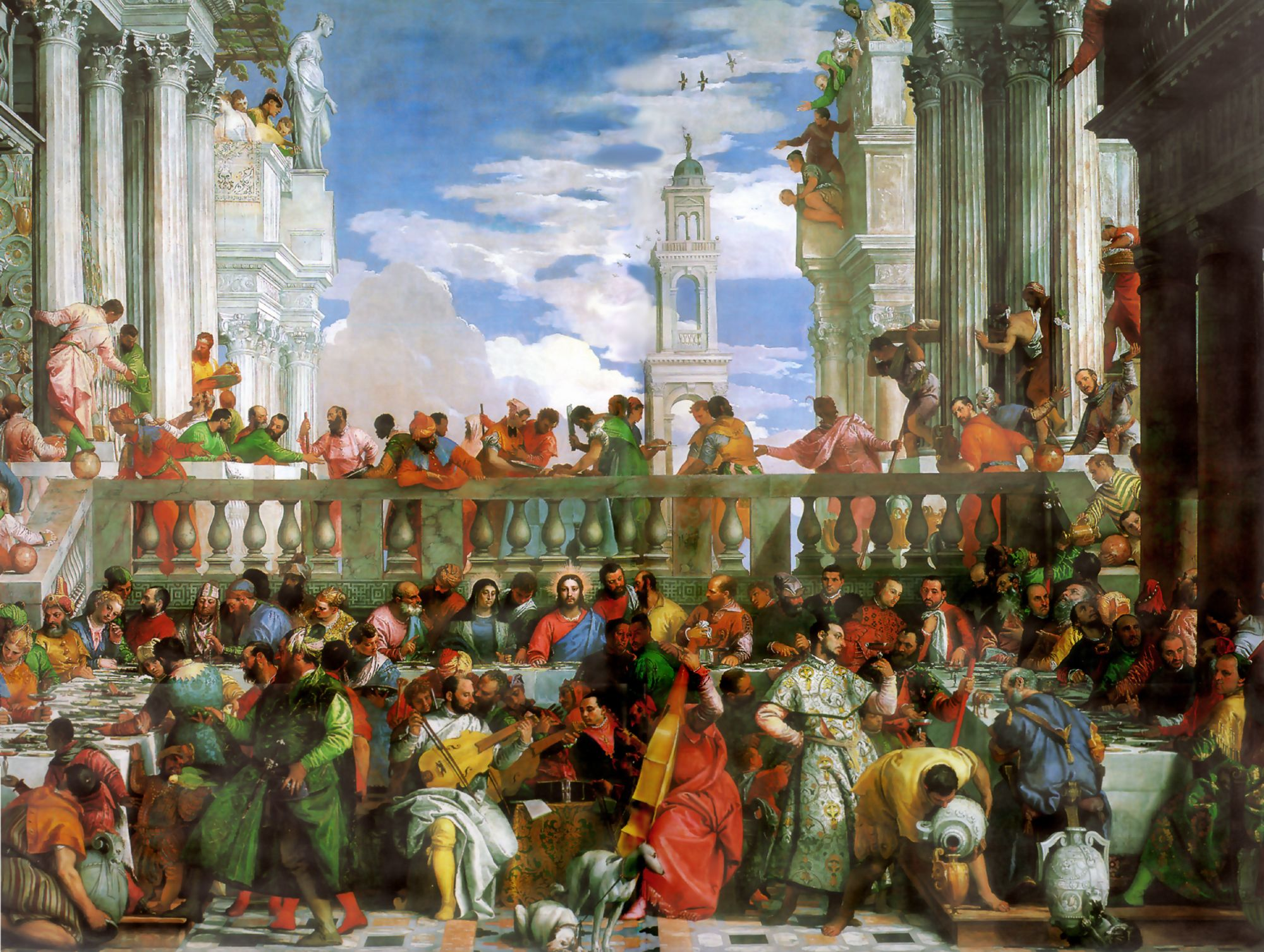
ورونزه: عروسی در کانا
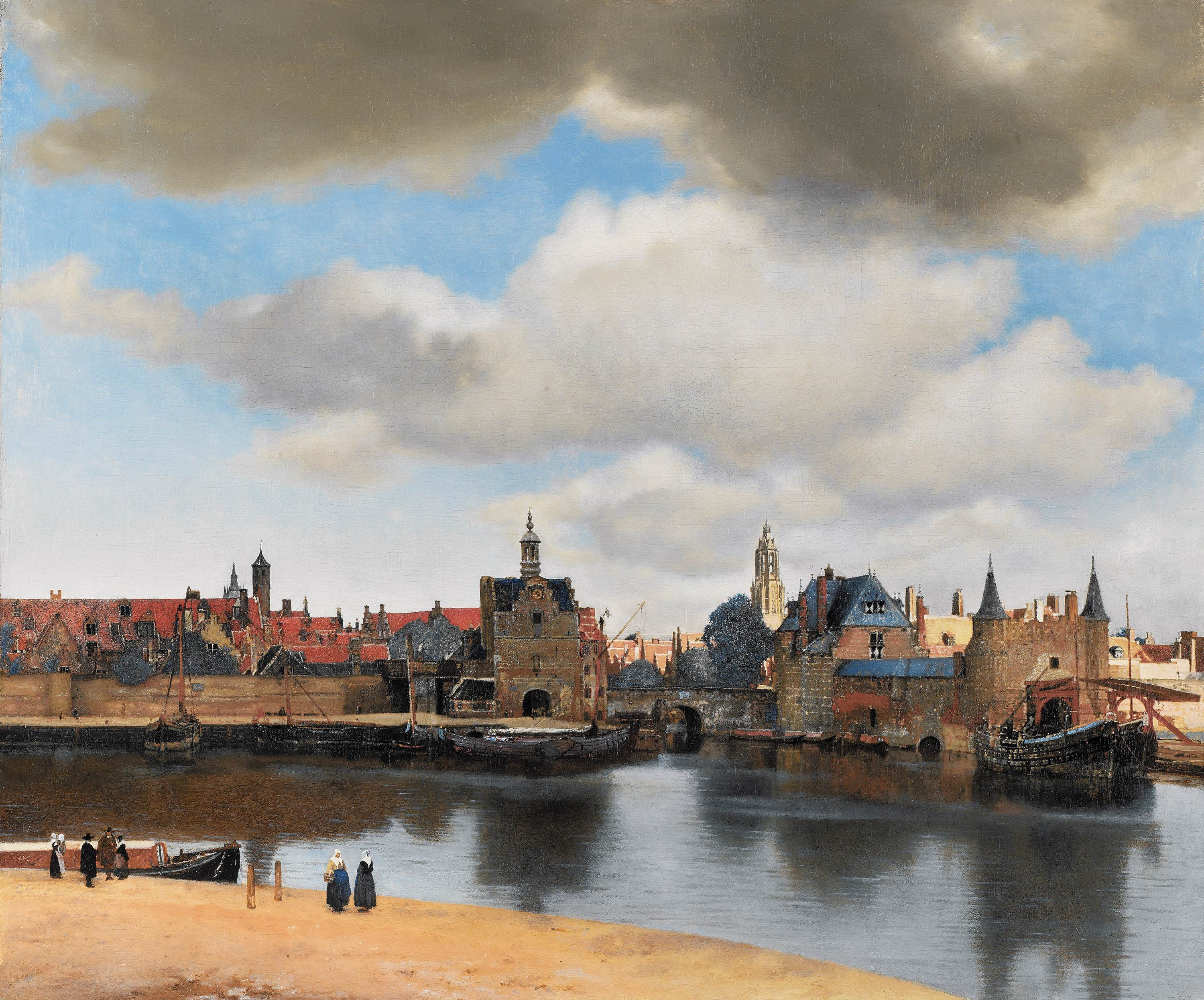
فرمیر: نمای دلفت
ترنر: سوزاندن خانه‌های پارلمان
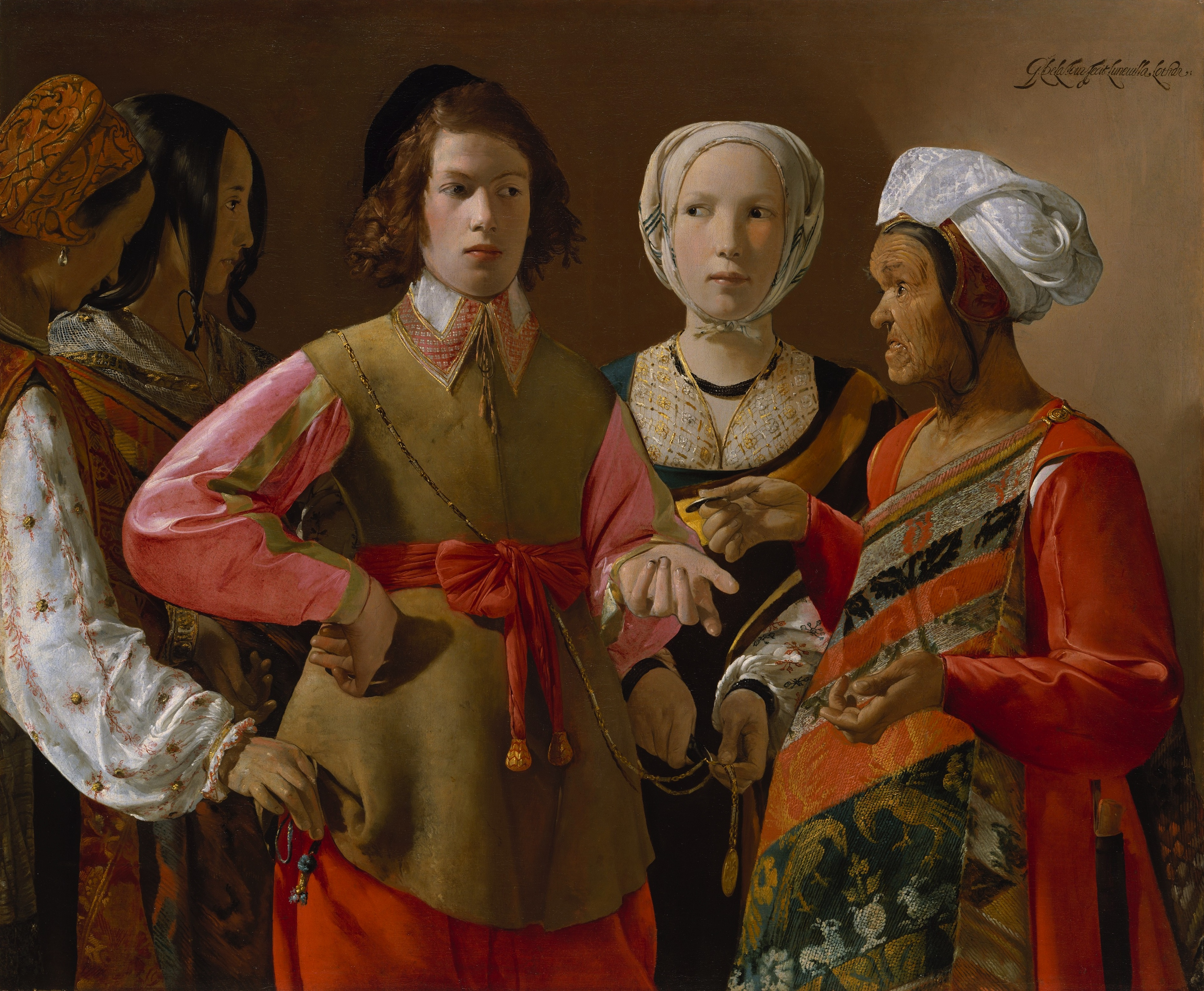
ژرژ دو لا تور: فالگیر
تیه‌پولو: فضیلت و اشراف که نادانی را فراری می‌دهد
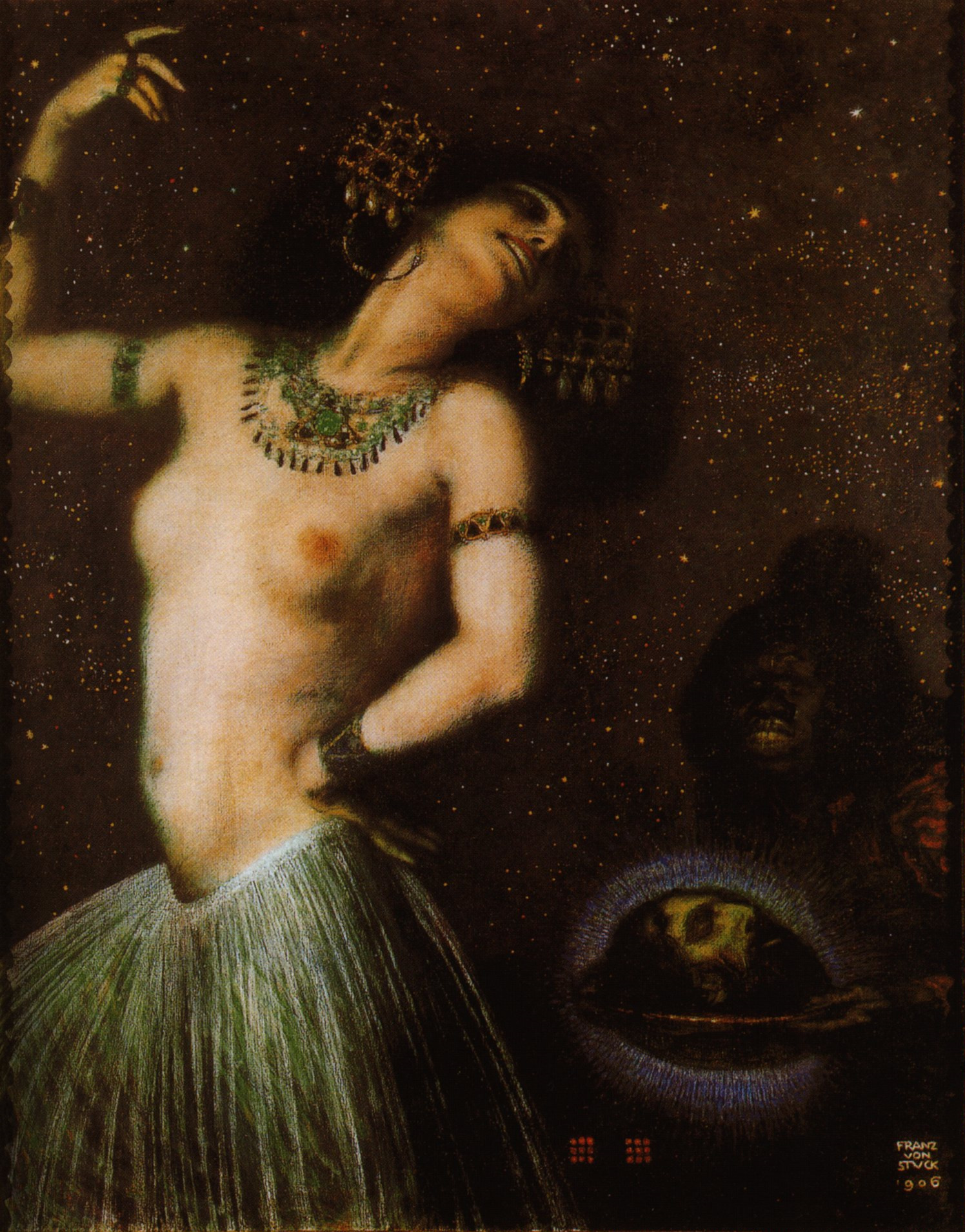
فون اشتوک: سالومه
رانگ: بچه‌های هلسن بک
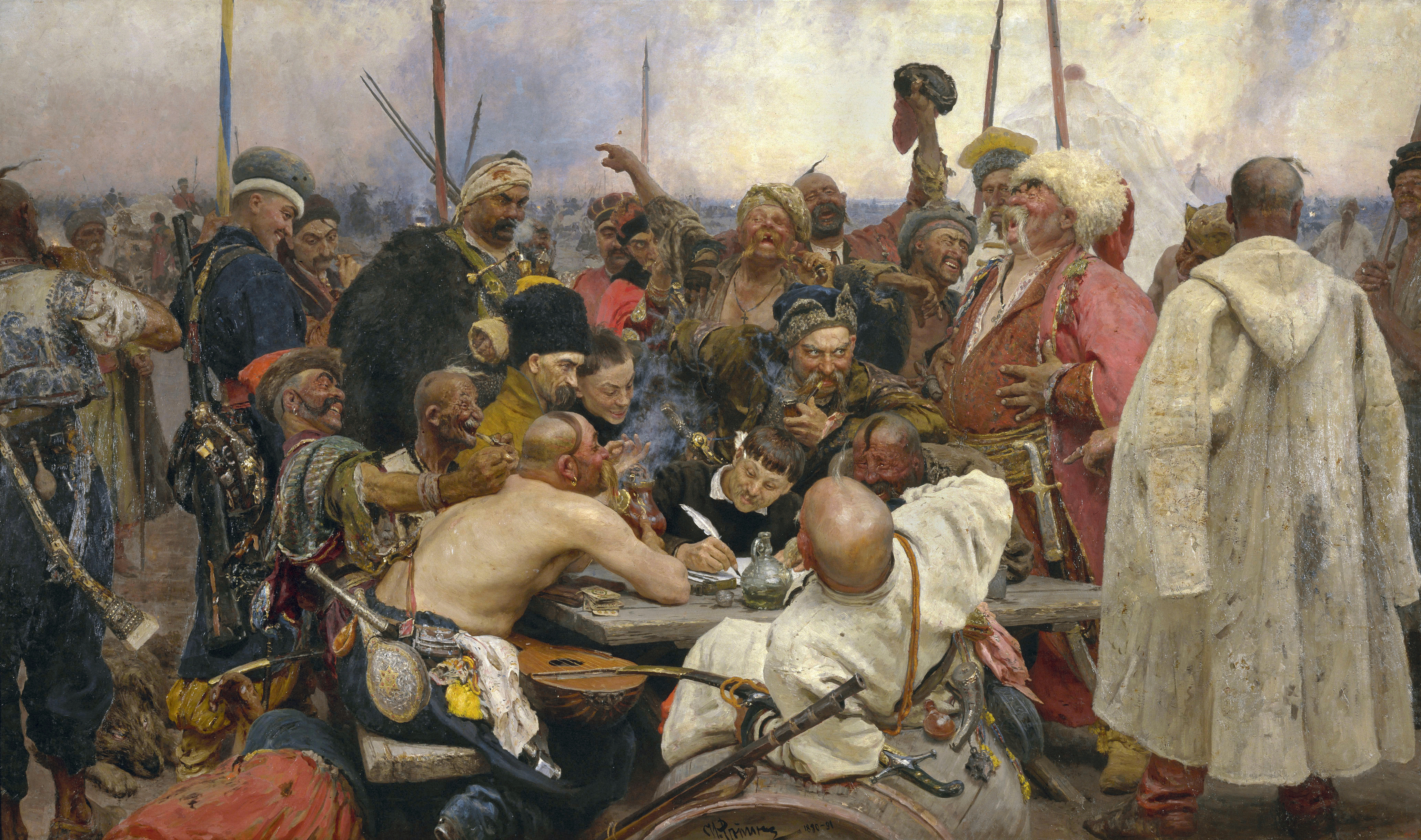
رپین: پاسخ قزاق‌های زاپوروژیان به سلطان محمد چهارم ترکیه
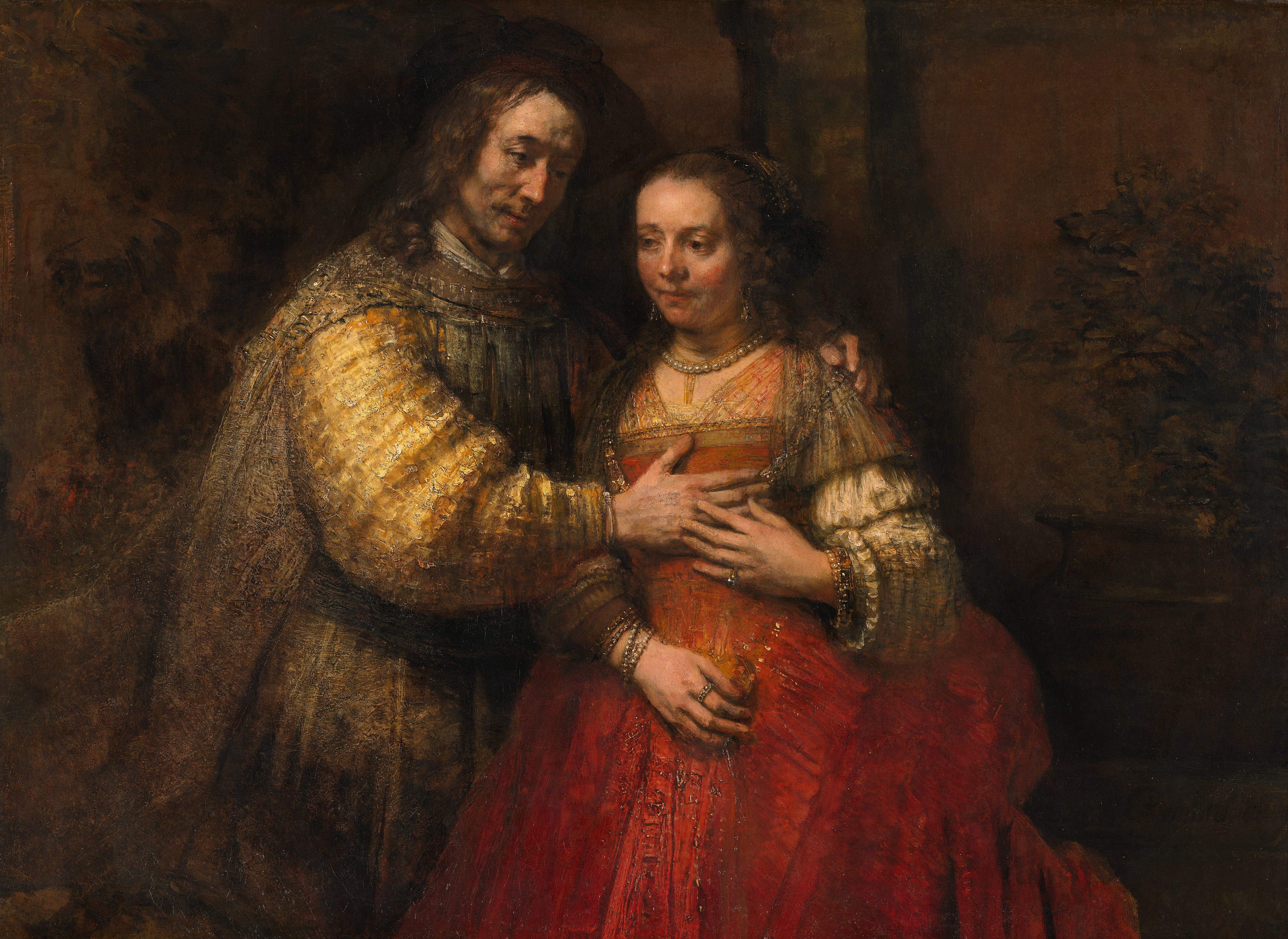
رامبرانت: عروس یهودی
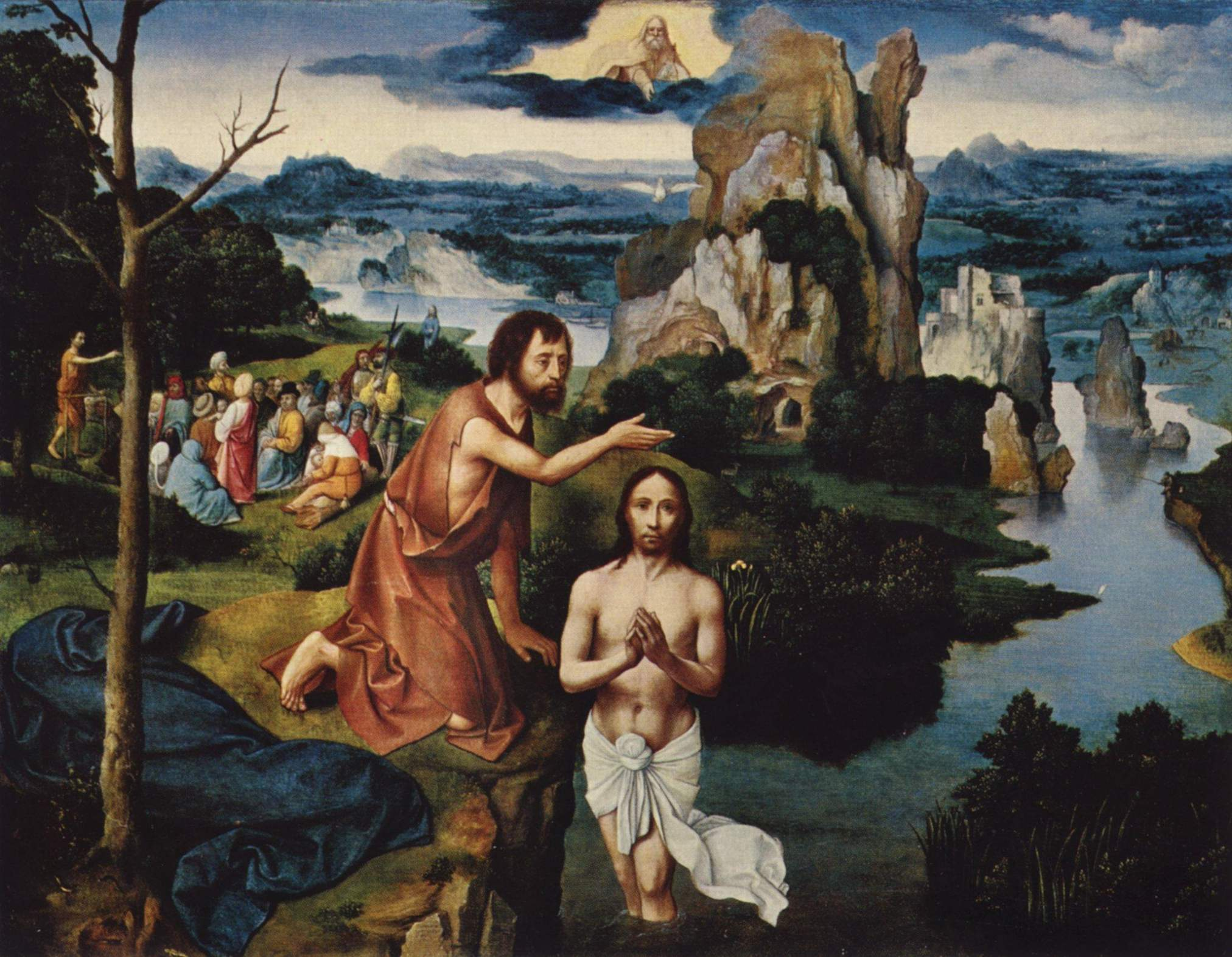
پاتینیر: تعمید مسیح
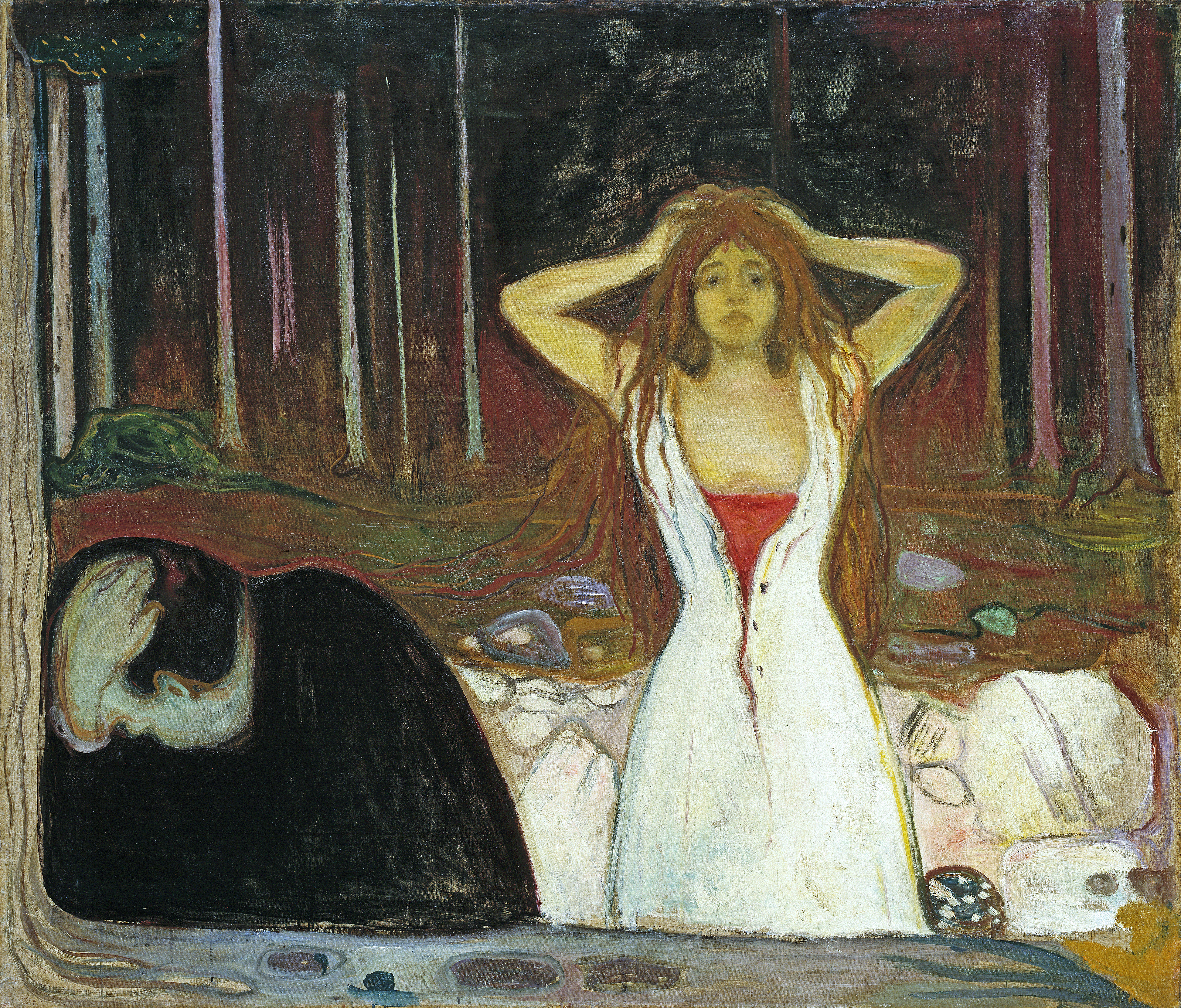
مونک: خاکستر
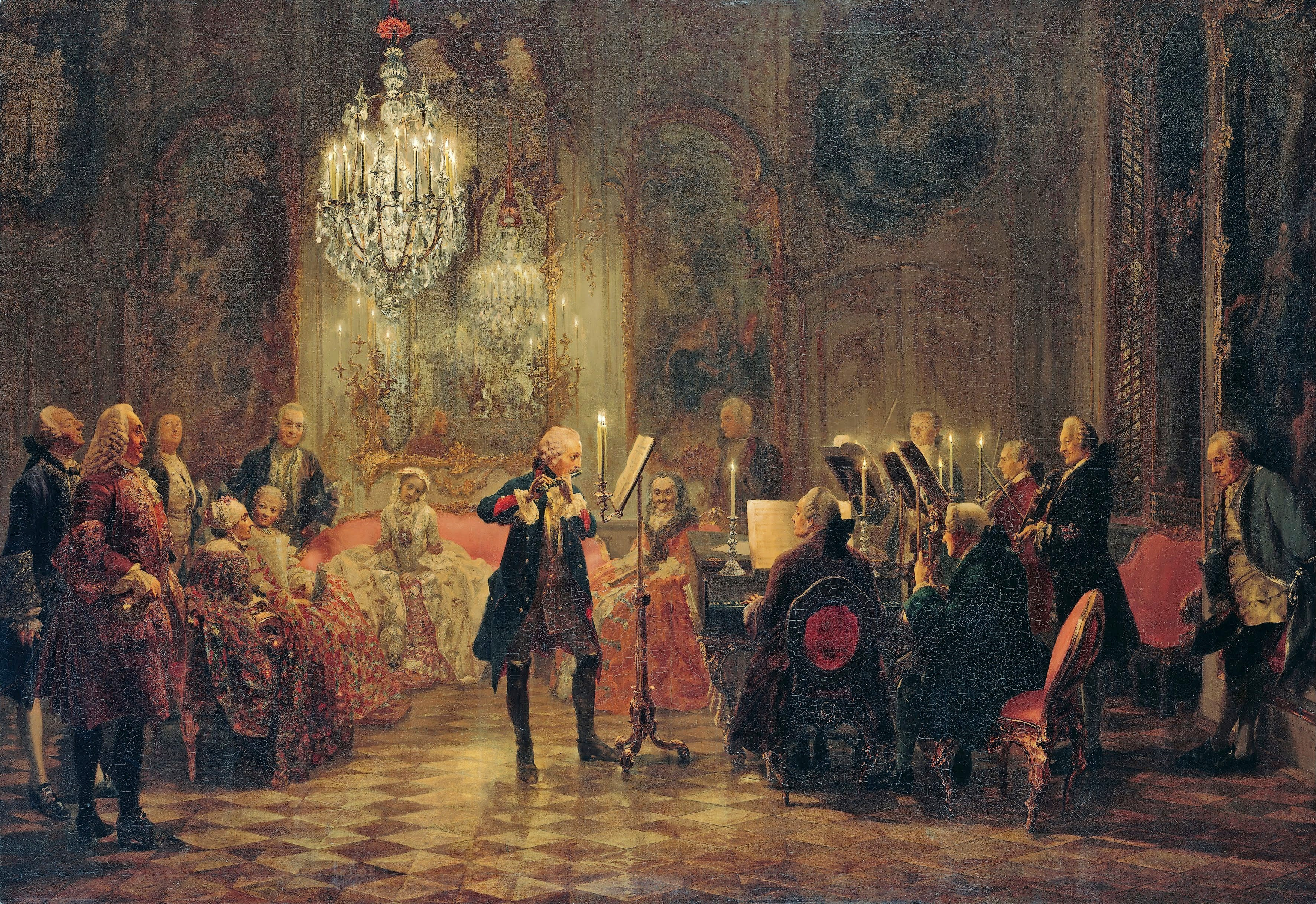
آدولف منتسل: کنسرت فلوت
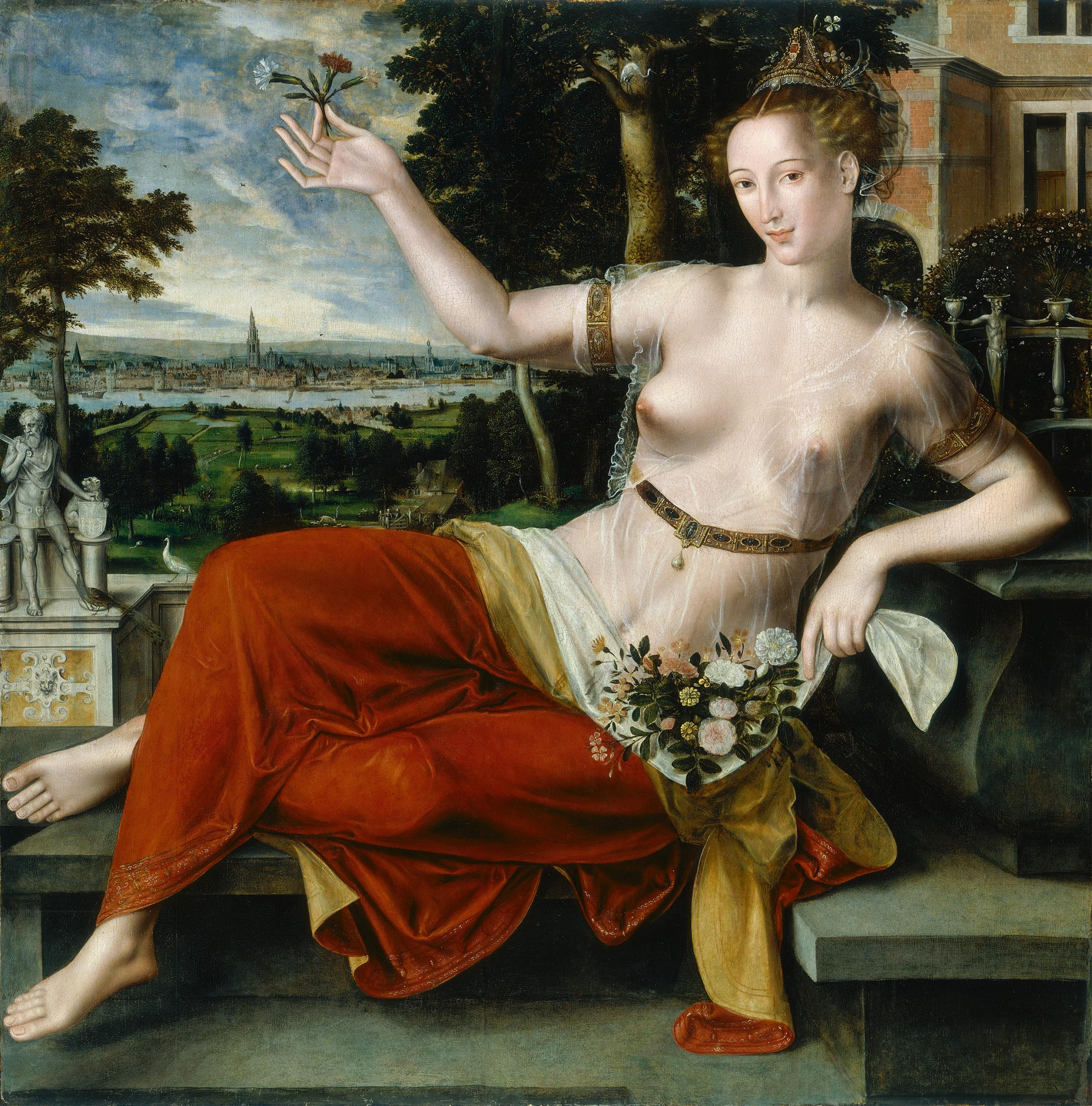
ماتسیس: فلورا
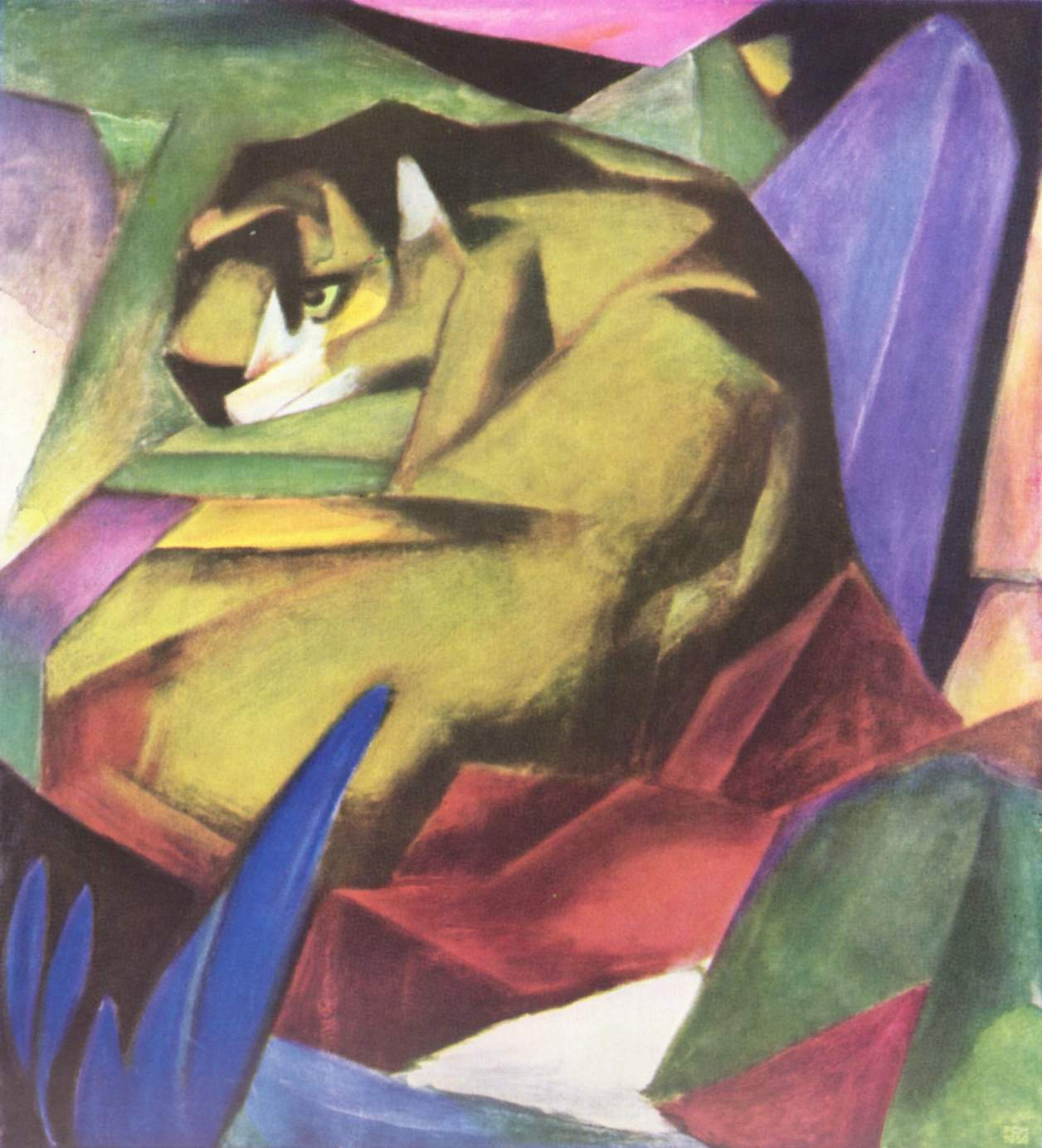
فرانتس مارک: ببر
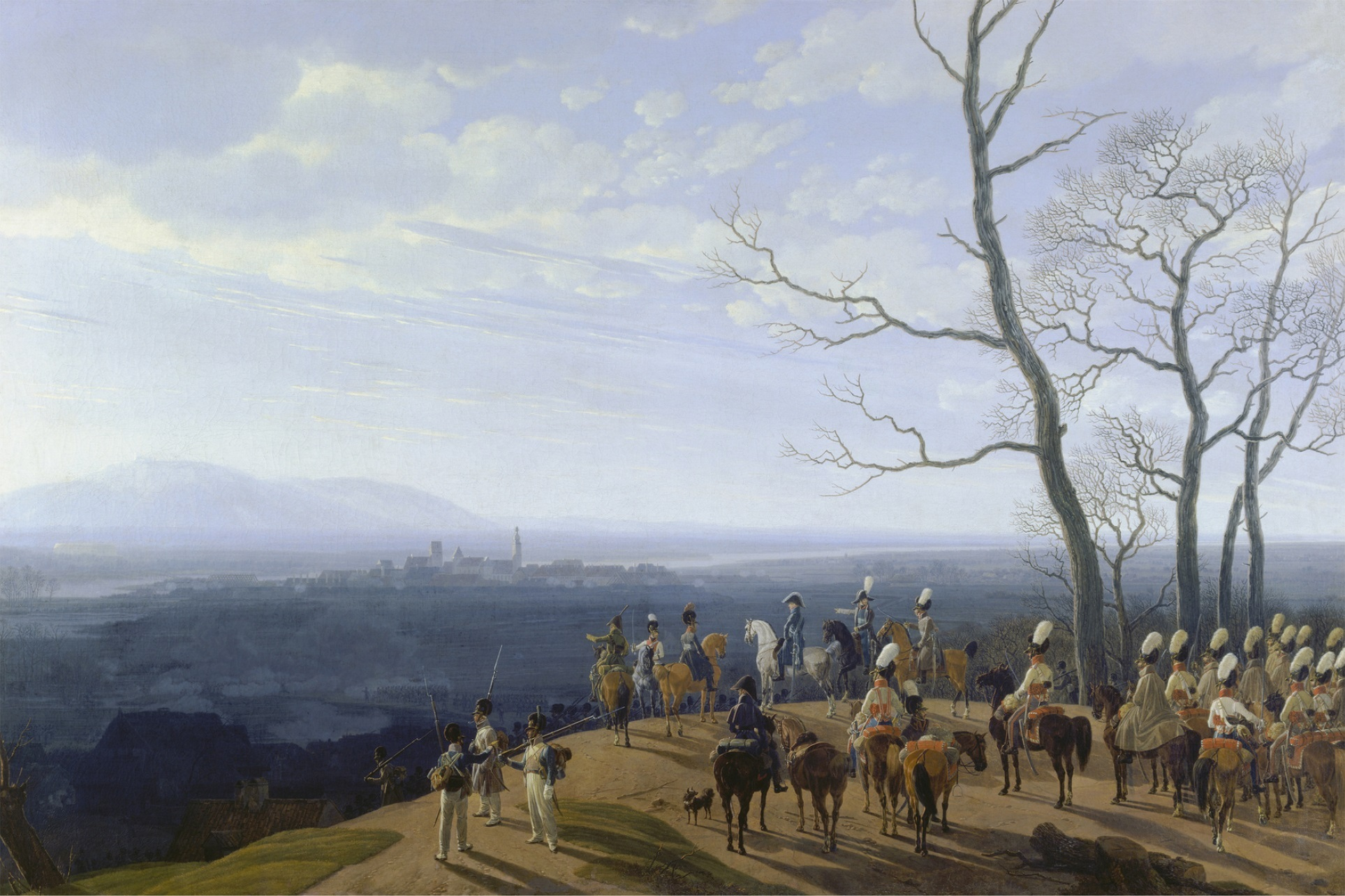
فون کوبل: محاصره کوسل
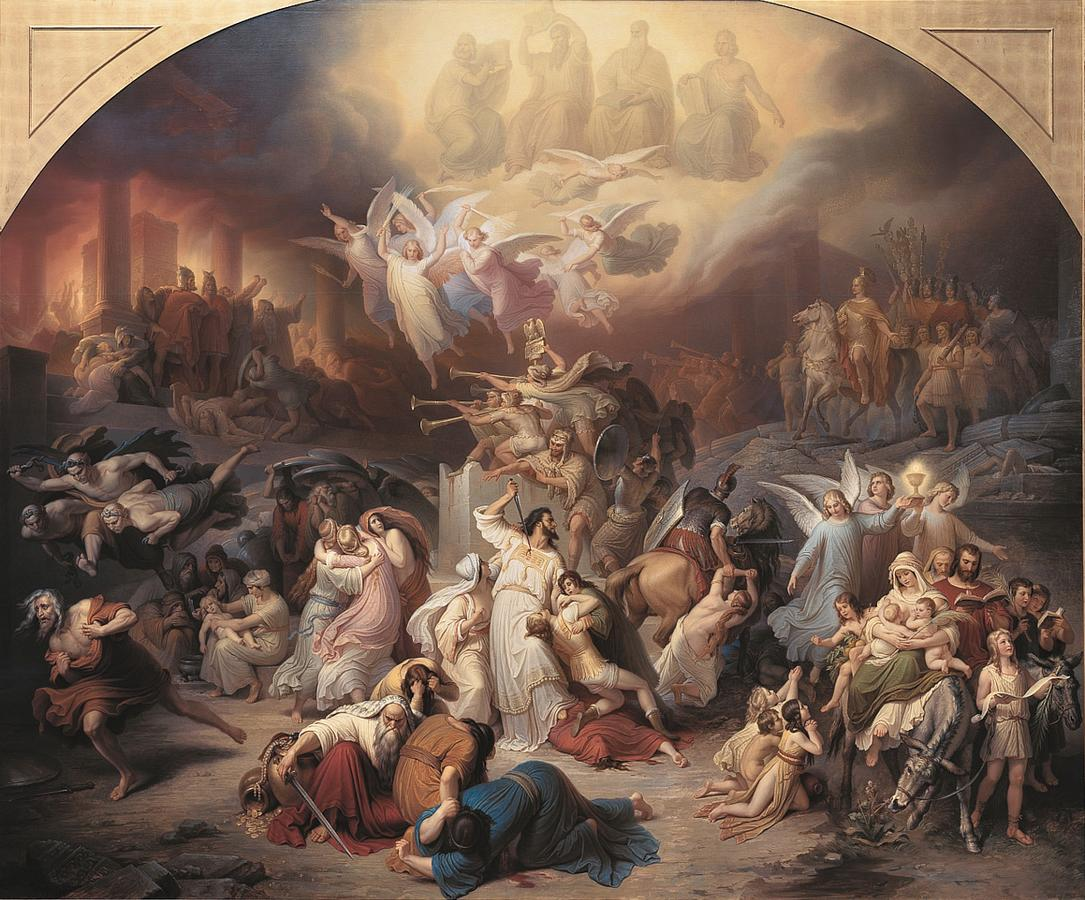
کاولباخ: تیتوس اورشلیم را ویران می‌کند
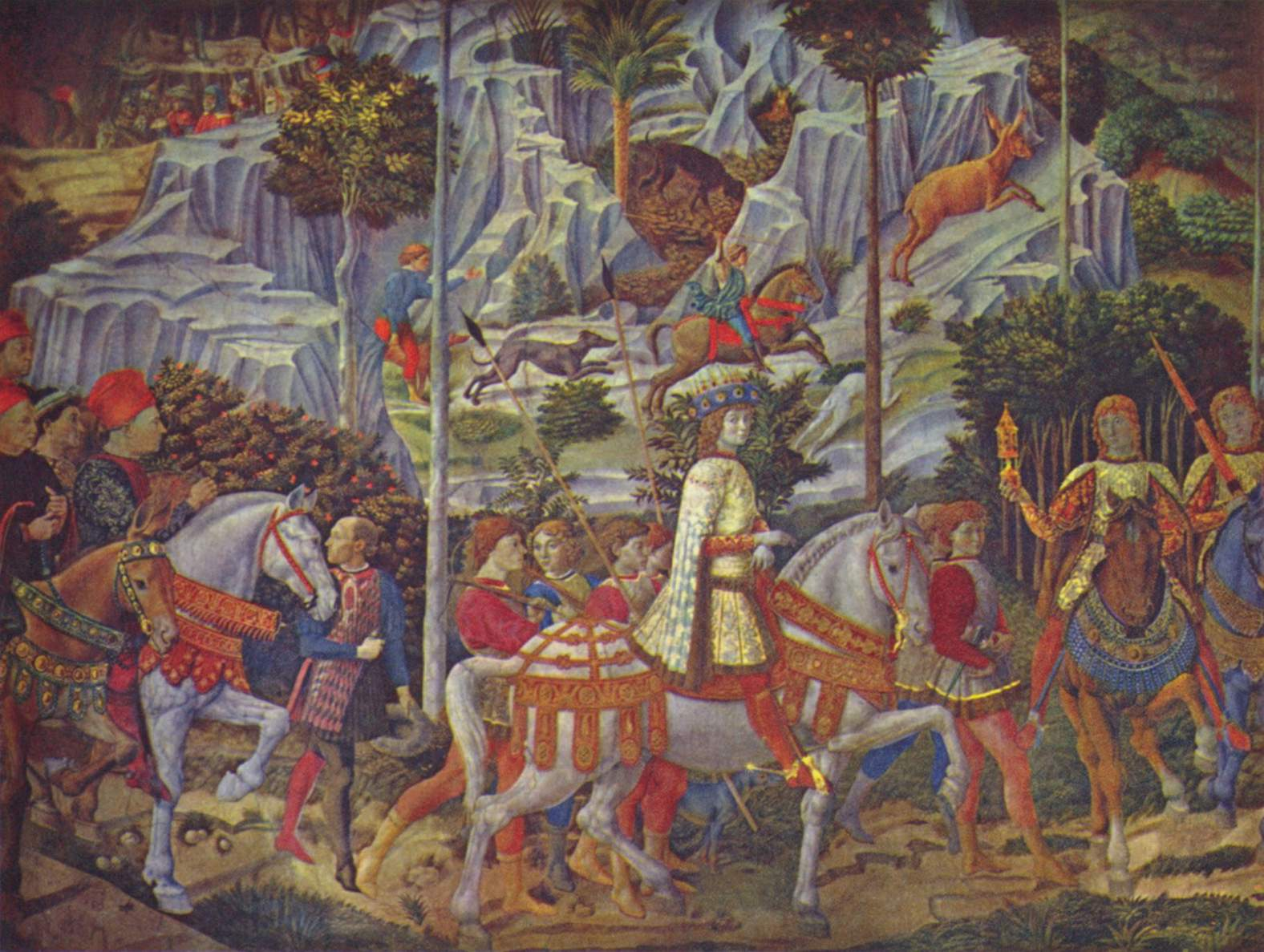
گوتزولی: صفوف مجوس
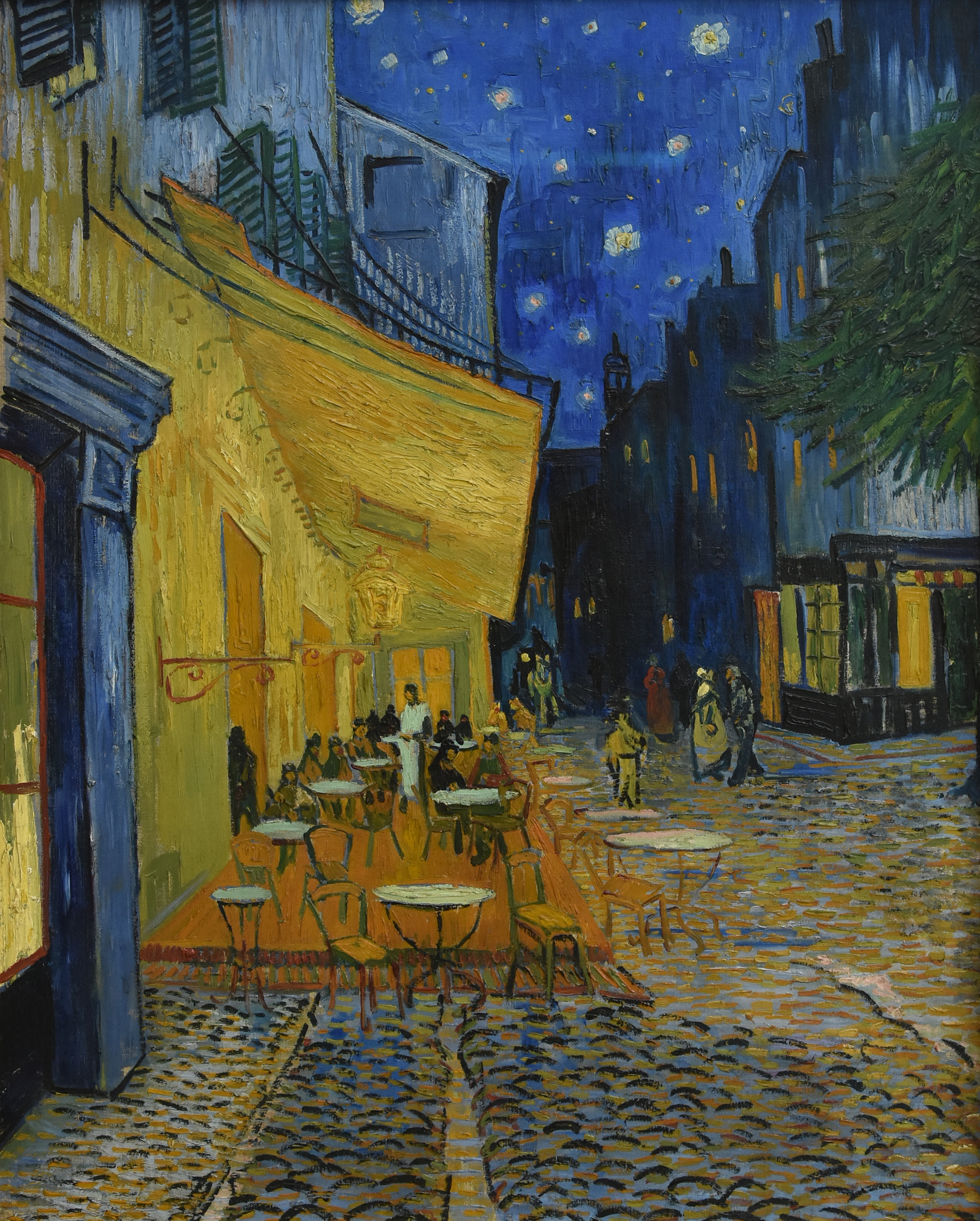
ون گوگ: تراس کافه در شب
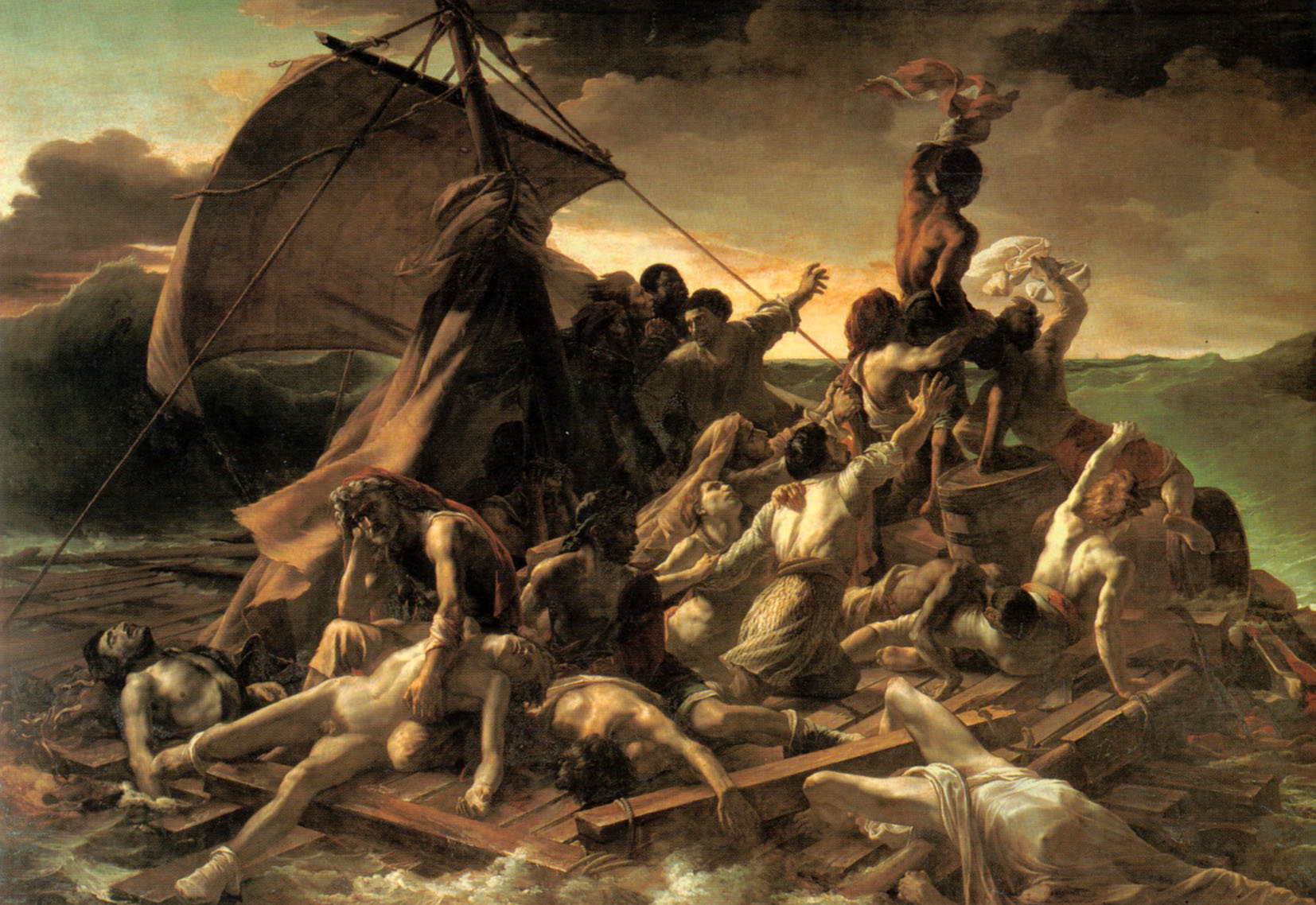
تئودور ژریکو: کلک مدوسا
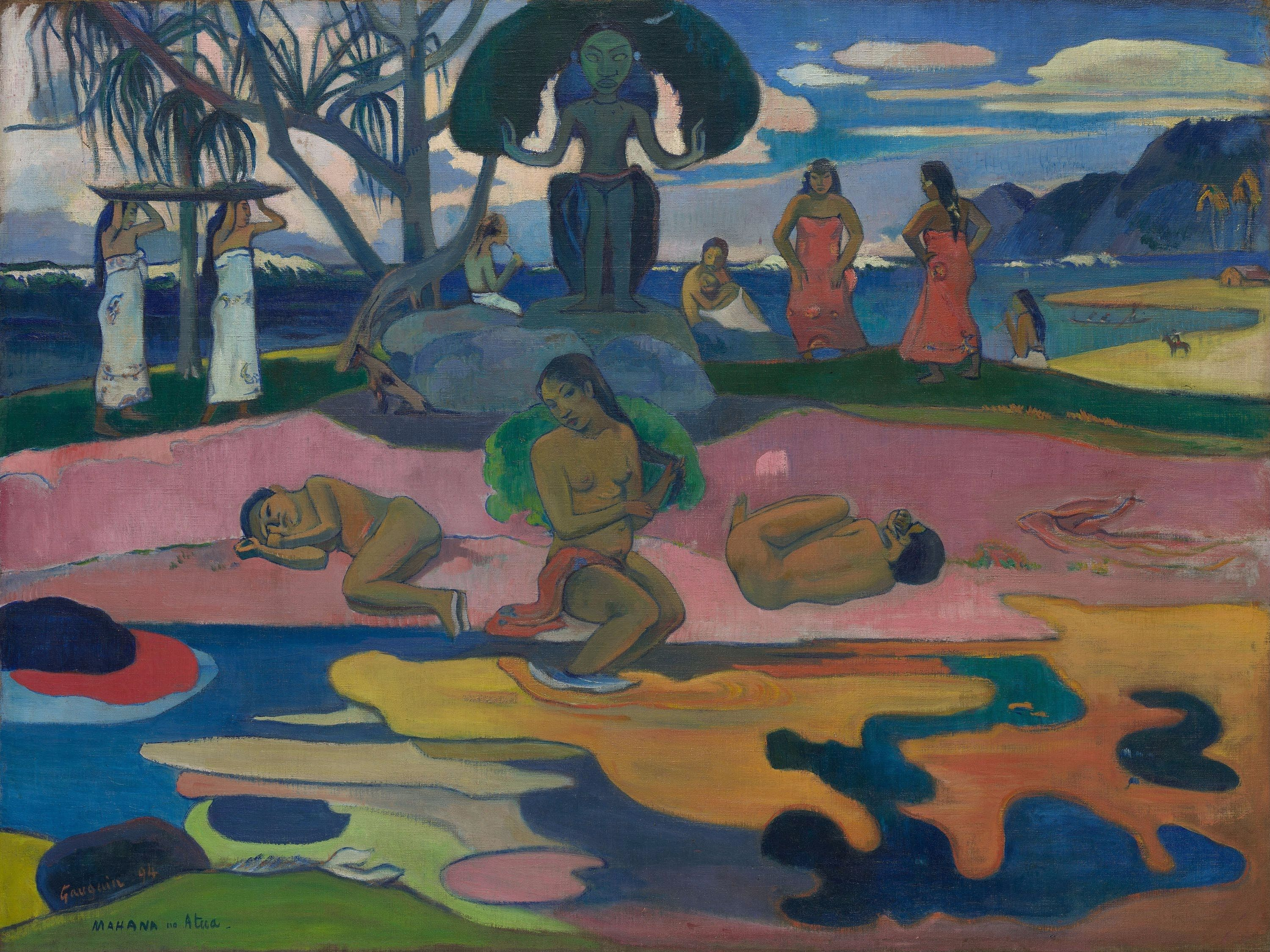
گوگن: ماهانا نو آتوآ (روز خدا)
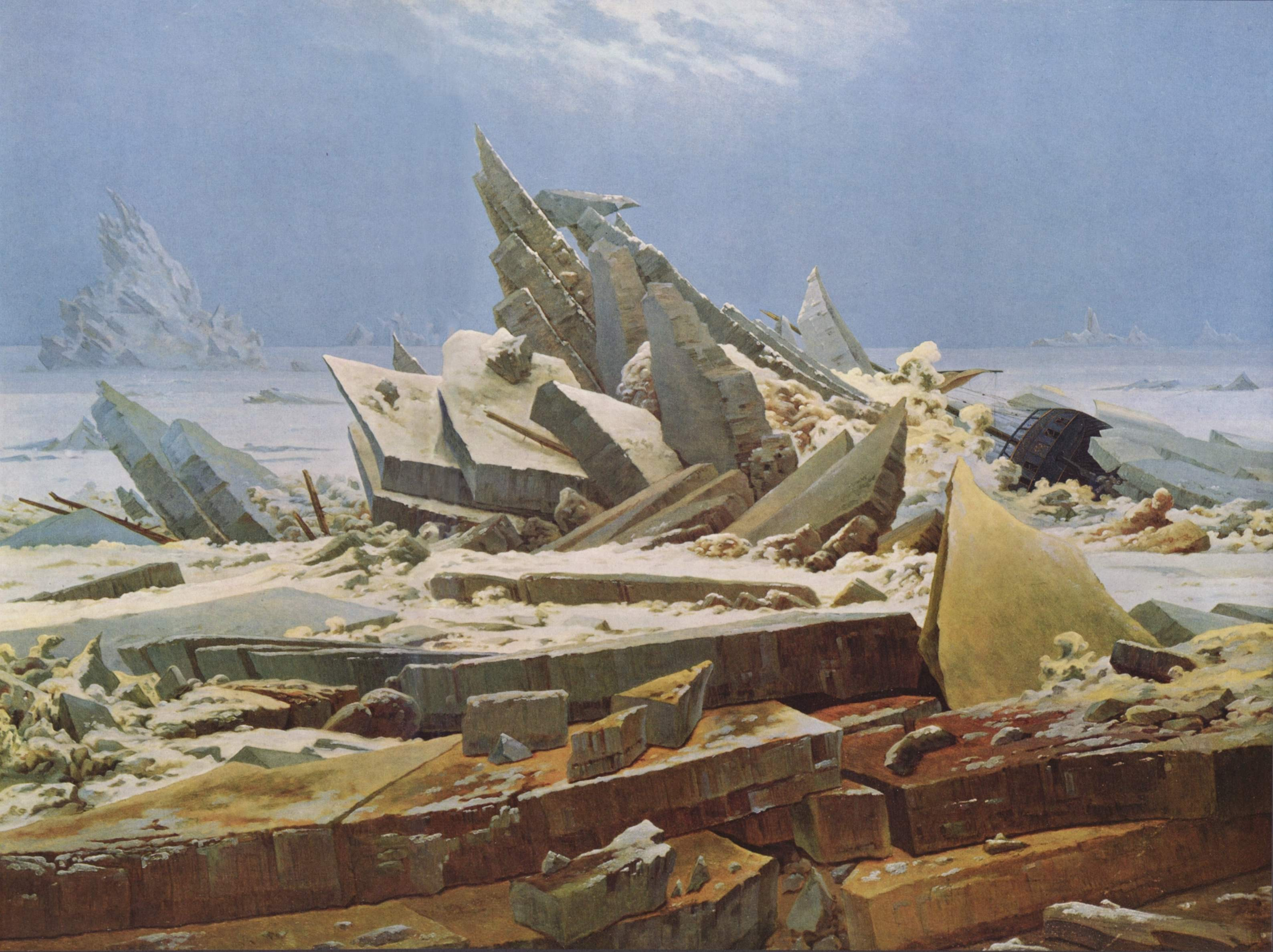
فردریش: دریای یخ
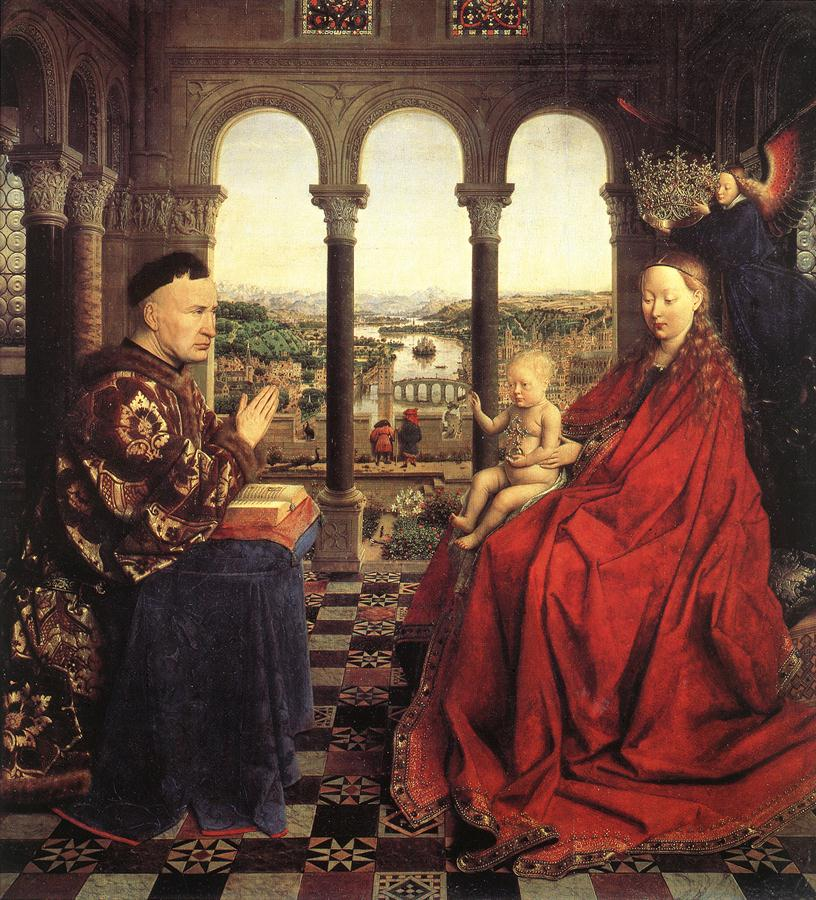
ون ایک: مدونای صدراعظم رولین
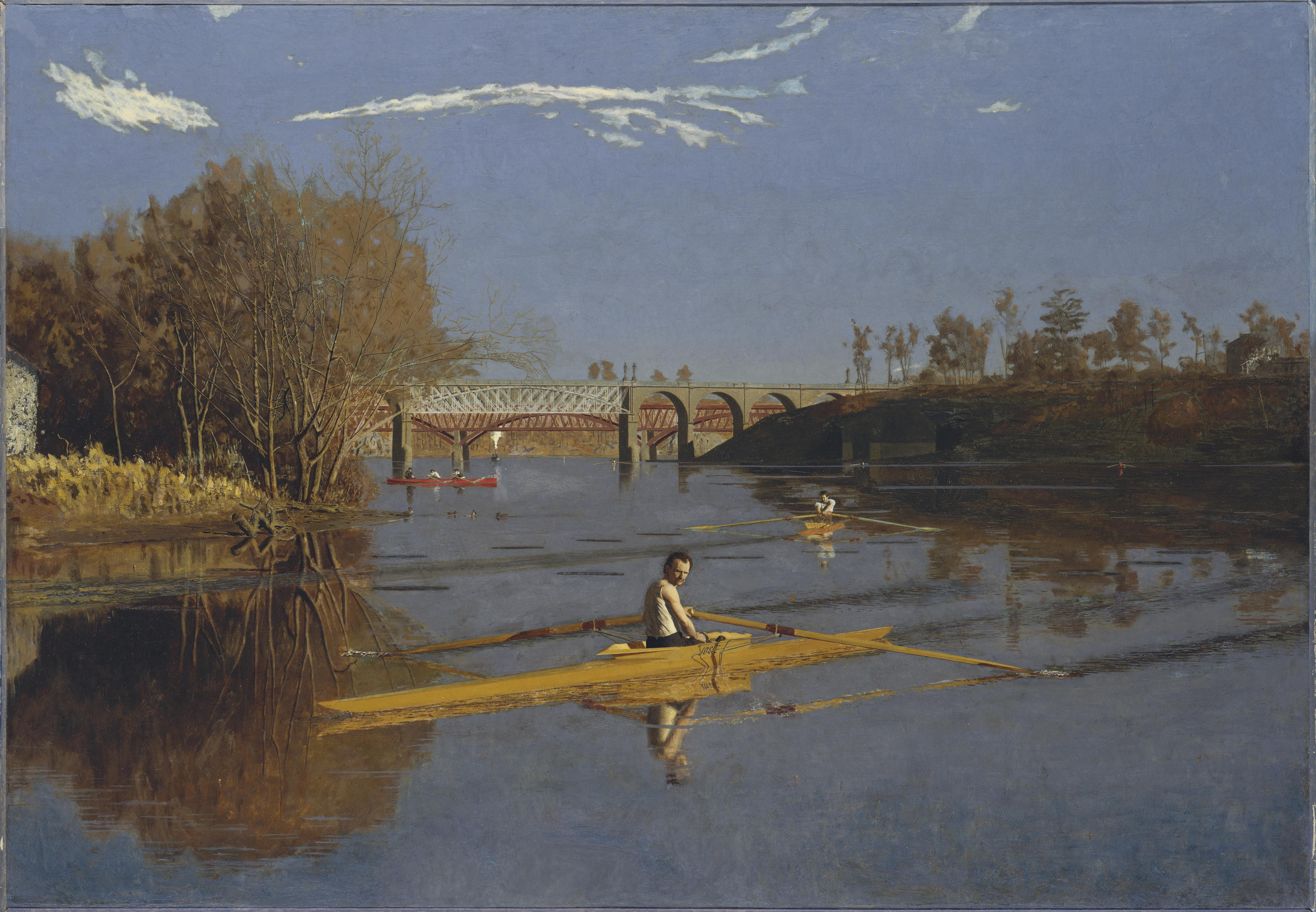
ایکینز: ماکس اشمیت در یک اسکال تنها
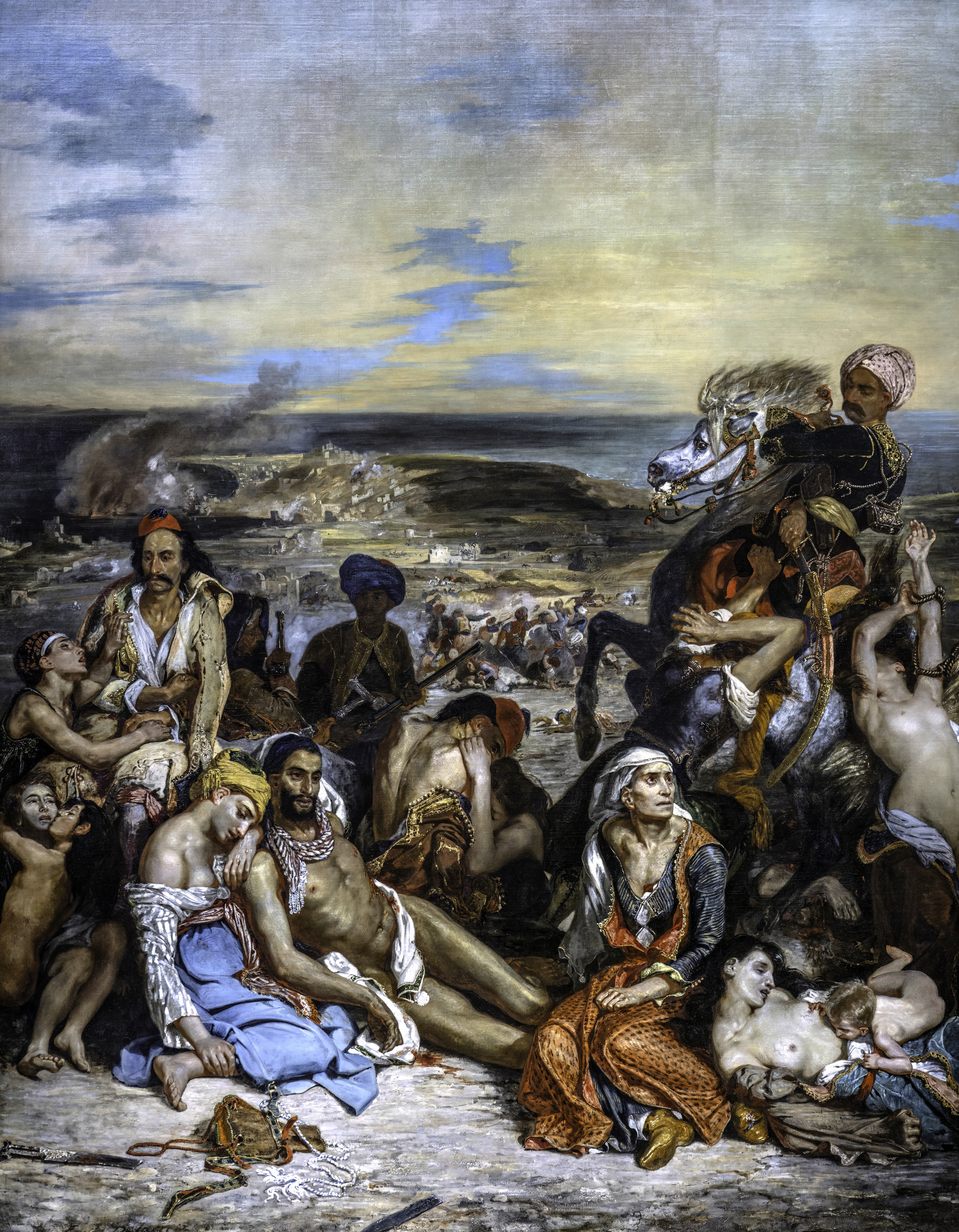
دولاکروا: کشتار در خیوس

## کتابشناسی
- Great Paintings: Fifty Masterpieces, Explored, Explained and Appreciated, Publ. Edwin Mullins, New York, St. Martin's Press, © BBC, Hardcover, 344 pp. , 1981, شابک ‎۰−۳۱۲−۳۴۶۳۶−۰
- Hundert Meisterwerke aus den großen Museen der Welt, vgs, Cologne, Hardcover
  - Vol. 1, Publ. Edwin Mullins, translated by Wibke von Bonin, Authors: Anita Brookner, Milton Brown, Hugh Casson, Richard Cork, David Hockney, John R. Hale, John Jacob, Penelope Mason, George Melly, Edwin Mullins, David Piper, Robert Rosenblum, Alistair Smith, 344 pp. , 1983, شابک ‎۳−۸۰۲۵−۲۱۶۱−۷
  - Vol. 2, Publ. Wibke von Bonin, Authors: Anita Brookner, Milton Brown, Hugh Casson, Richard Cork, John R. Hale, John Jacob, George Melly, Edwin Mullins, David Piper, Philip Rawson, Robert Rosenblum, Alistair Smith, 336 pp. , 1985, شابک ‎۳−۸۰۲۵−۲۱۶۵-X
  - Vol. 3, Publ. Wibke von Bonin, Authors: Friedrich Gross, Joachim Heusinger von Waldegg, Gisela Hoßmann, Konrad Klapheck, Helmut R. Leppien, Renate Liebenwein, Reinhart Lohmann, Karin von Maur, Günter Metken, Edwin Mullins, Karlheinz Nowald, Sigrun Paas, Werner Schmalenbach, Wieland Schmied, Marina Schneede, Uwe M. Schneede, Jürgen Schultze, Evelyn Weiss, Hermann Wiesler, Frank Günter Zehnder, 342 pp. , 1987, شابک ‎۳−۸۰۲۵−۲۱۷۰−۶
  - Vol. 4, Publ. Wibke von Bonin, Authors: Ursula Bode, Barbara Catoir, G. Jula Dech, Gisela Hoßmann, Wenzel Jacob, Thomas Kellein, Renate Liebenwein, Karin von Maur, Edwin Mullins, Karlheinz Nowald, Stefan Oswald, Marina Schneede, Uwe M. Schneede, Jürgen Schultze, Hermann Wiesler, 342 pp. , 1988, شابک ‎۳−۸۰۲۵−۲۱۸۰−۳
- Hundert Meisterwerke aus den großen Museen der Welt, DuMont creativ Video, Cologne, RM Arts, Munich, 50 minutes each, VHS, 1986
  - Part 1, Kunstsammlung Nordrhein-Westfalen Düsseldorf, Werner Schmalenbach, شابک ‎۳−۷۷۰۱−۲۰۴۳−۴
  - Part 2, Staatliche Museen, Preussischer Kulturbesitz, Nationalgalerie Berlin, Karlheinz Nowald, شابک ‎۳−۷۷۰۱−۲۰۴۶−۹
  - Part 3, Städtische Galerie im Lenbachhaus Munich, Jürgen Schultze, شابک ‎۳−۷۷۰۱−۲۰۴۹−۳
  - Part 4, Wallraf-Richartz-Museum and Museum Ludwig Cologne, Frank Günter Zehnder, Evelyn Weiss, اُسی‌ال‌سی ۸۴۵۵۲۹۶۹
  - Part 5, Staatliche Museen, Preussischer Kulturbesitz, Gemäldegalerie Berlin-Dahlem, Karlheinz Nowald, Hermann Wiesler, شابک ‎۳−۷۷۰۱−۲۰۵۵−۸
  - Part 6, Hamburger Kunsthalle, Sigrun Paas, شابک ‎۳−۷۷۰۱−۲۰۵۸−۲
  - Part 7, Bayerische Staatsgemäldesammlungen, Neue Pinakothek München, Hermann Wiesler, Gisela Hossmann, شابک ‎۳−۷۷۰۱−۲۰۶۱−۲